# 北越急行ほくほく線
ほくほく線（ほくほくせん）は、新潟県南魚沼市の六日町駅から同県上越市の犀潟駅までを結ぶ北越急行の鉄道路線である。
北陸方面への短絡線としての役割を有する日本国有鉄道（国鉄）の予定線「北越北線（ほくえつほくせん）」として1968年（昭和43年）に着工され、紆余曲折の末、北越急行によって1997年（平成9年）3月22日より営業を開始した。開業以来、上越新幹線と連絡する列車の運行が行われており、2015年（平成27年）3月14日の北陸新幹線の長野駅 - 金沢駅間延伸開業までは、首都圏と北陸を結ぶメインルートとして特急「はくたか」が同線を経由して運転されていた。
開業時から一部の特急「はくたか」で日本の狭軌在来線最高速度となる140 km/h運転が行われ、1998年（平成10年）12月からは150 km/h運転が、2002年（平成14年）3月以降はさらに高速となる160 km/h運転が開始された。2015年（平成27年）3月13日の特急「はくたか」運行終了により最高速度160 km/hで運行する列車は無くなり、2023年（令和5年）3月のダイヤ改正後はHK100形による普通列車が運転されており、ダイヤ設定上は95 km/hで走行する前提となっている。

## 歴史

### 鉄道誘致活動の始まり
ほくほく線の中間付近にあたる松代村（まつだいむら。現十日町市の一部）では、1920年（大正9年）4月15日に松代自動車株式会社が設立されて、バスやトラックの運行を開始した。この会社は1932年（昭和7年）に売却されて頸城自動車となる。しかし、この時代には道路の除雪体制がまったく整っておらず、その整備が本格化する1960年（昭和35年）頃までは、道路交通が5月上旬まで完全に不能となり各集落が孤立状態となるのが常であった。ほくほく線建設が進められていた1980年代になってもなお、十日町と松代を結ぶ国道253号の薬師峠は毎年雪で不通となり、直線距離で13 キロメートル（km）のところを、柏崎・直江津を通る120 kmもの迂回をしなければ行き来ができなかった。冬には道路交通がまったく役に立たなくなるために、鉄道の重要性・必要性を痛感していた地元の関係者は、1931年（昭和6年）に当地を訪れた朝日新聞の記者が「この不便な山間地を開くには鉄道を貫通させなくては」と発言したことに刺激され、民間中心の鉄道誘致運動が開始された。その口火を切ったのは、松代自動車の設立者の柳常次であった。
既に1916年（大正5年）5月4日には、頸城鉄道（）が新黒井 - 浦川原間を全通させていた。当初はこの頸城鉄道とつなぎ松代まで伸ばす形での「東頸城縦貫鉄道」の建設請願を1932年（昭和7年）8月に国会へ提出した。この時点では松代から信越本線（直江津）側へ結ぶだけの鉄道で、十日町や六日町と結ぶという構想は（急峻な地形のために実現が困難と判断されたのか）なかった。その後さらに発展的な構想として、北陸地方と東京を結ぶ「上越西線」という構想となり、魚沼三郡や東頸城郡の町村長が六日町 - 直江津間に鉄道を敷設する陳情書を国会に提出した。1938年（昭和13年）4月になると時勢から軍事用の役割が付加されて、軍都と呼ばれた高田を起点とする「北越鉄道」の構想が打ち出され、国防にも役立つという位置づけとされた。1937年（昭和12年）8月から9月にかけて、鉄道省による路線測量と経済調査が実施され、路線案の比較検討が行われるとともに、地元による国会への請願が繰り返された。
この時点までは、路線の北側は直江津案と高田案の2案があったが、南側については六日町で統一されていた。しかし1940年（昭和15年）になり、南側を越後湯沢駅とする案が持ち上がった。これはスキーをしに松之山温泉に来ていた鉄道省の技師が、越後湯沢と直江津を結ぶ経路の方が有力であるかのように話したことが発端であるとされるが、真偽ははっきりしていない。この年の10月から11月にかけて越後湯沢案に基づく路線の経済調査が実施され、両案の資料が揃うことになった。1942年（昭和17年）から両案の誘致活動が繰り広げられたが、第二次世界大戦中でもありこの時点ではそこまで厳しい対立ではなかった。1944年（昭和19年）には、国鉄信濃川発電所のある千手町（川西町を経て2005年の合併で十日町市の一部）と十日町を結ぶ工事用の軽便鉄道を延長する形で松代までを結ぶ路線の建設が決まり、工事予算1800万円が計上されたが、翌年の敗戦により計画は中止された。

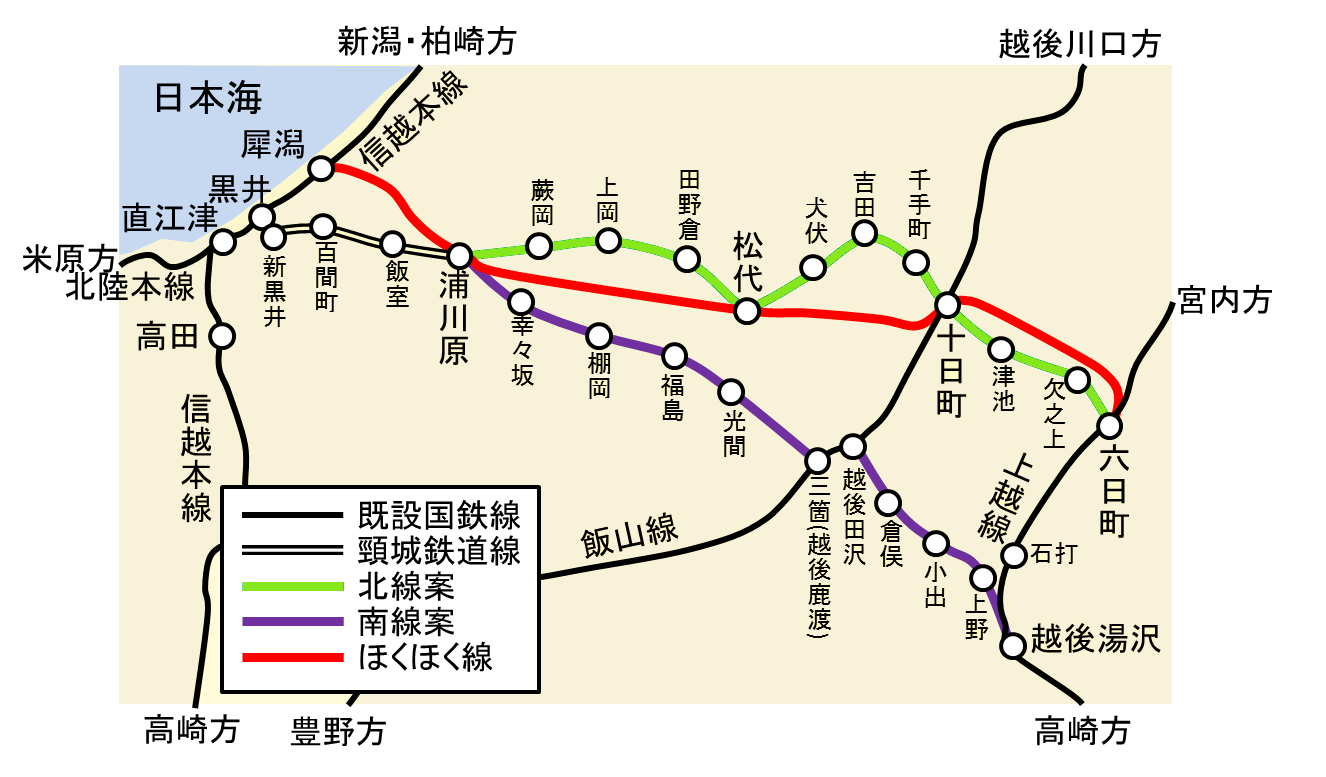
北越北線と北越南線の計画ルートと実際のほくほく線

### 「南北戦争」からルートの決着まで
第二次世界大戦後は、高田と結ぶ軍事路線という動きは消滅し、佐渡航路ならびに北陸本線との連絡という観点から直江津起点とすることで決着して、直江津と上越線を結ぶ鉄道とすることになった。1950年（昭和25年）9月3日に、北陸上越連絡鉄道（上越西線）期成同盟会の発会式が高田市（1971年の合併により上越市の一部）で行われ、戦後の鉄道建設運動が開始された。しかしルートの一本化はできず、起点は直江津とされたものの終点は六日町と越後湯沢の双方の案が会則に併記される形となった。以降、「北越北線（）」案と「北越南線（）」案の間で14年に渡る鉄道誘致合戦「南北戦争」が勃発することになった。
北線案の利点は、新潟県内の主要都市を結び産業開発や経済面で優れ、採算性に優れること、地すべり地帯がなく防災上有利であることであり、これに対して南線案の利点は首都圏から直江津までの距離を短縮することができること、勾配を北線の25パーミルに対して20パーミルに抑えられ輸送力を大きくできること、苗場や高倉の森林および地下資源、三国、清津の温泉の開発ができることであるとされた。
この当時、国鉄の新線は1922年（大正11年）に制定された鉄道敷設法に基づいて建設されており、新線を建設するには法律を改正して鉄道敷設法別表に路線経路を記載する必要があった。そして別表への記載は、諮問機関である鉄道建設審議会の検討を経て決定されることになっていた。日本の国政レベルでは、南北両案の一本化ができさえすればいつでも審議会で了承されるというところまで議論が進んでいた。しかし一本化ができないままに1953年（昭和28年）2月の第9回鉄道建設審議会が開催され、両案の対立が激しくて審議会でも決断を下しかね、「経過地に関する地元の意見の不一致並びに現地調査の不十分」を理由に審議未了・保留となった。こうした事情もあり、両線の一本化を図るために期成同盟会では、前年に新潟県知事の岡田正平に経過地の裁定を一任することを決議していた。岡田は、新潟県七市長会および商工会議所連合会に諮問して、北線案が妥当との答申を受け、8月に北線案採択の裁定を下した。しかしこの裁定を説明するために9月に開催された期成同盟会総会を南線側がボイコットするという事態となって、さらに時間が空費されることになった。
その後も両派の争いは続いたが、1962年（昭和37年）に事態は動いた。この頃、南線案の予定通過地である松之山町の中心部で地すべり災害が発生しており鉄道の通過ルートとしてふさわしくないとされたことと、道路交通の発達でそれほど鉄道にこだわる必要がなくなったことなどから、一方の路線が採択された際にはもう一方の路線側から鉄道へ連絡する道路を整備するということを条件に、国鉄に裁定を一任することになった。1962年（昭和37年）4月22日に鉄道建設審議会が上越西線を予定線に採択することを決定し、5月12日に鉄道敷設法1条別表第55ノ3に「新潟県直江津より松代附近を経て六日町に至る鉄道及松代附近より分岐して湯沢に至る鉄道」が追加されて、南北両案が鉄道予定線となった。
1962年（昭和37年）7月から、国鉄では人口分布や産業構成などの経済調査を新潟県に依頼して実施した。地元でも、従来の上越西線期成同盟会を発展的に解消して新たに北越線連合期成同盟会を1963年（昭和38年）6月27日に発足させ、工事線への昇格に向けて積極的な運動を行った。1964年（昭和39年）4月22日に運輸大臣は北越北線を調査線に指示し、続いて9月28日には工事線に格上げした上で、南線は北線によって効用を満たし得るとの判断から、調査線から南線を削除した。こうして北越北線が正式に採択され、南北戦争は終結することになった。なおちょうどこの頃、1964年（昭和39年）3月に日本鉄道建設公団（鉄道公団、以下公団と略す）が設立され、国鉄の新線建設事業は公団が引き継ぐことになって、北越北線も公団に引き継がれた。
北越北線が調査線となって以降、詳細なルートの検討が進められた。地元は北越北線に旅客輸送を期待したが、国鉄から見れば首都圏と北陸地方を短絡する有力な貨物線であり、上越線と信越本線との間の方向転換・機関車交換作業を廃止し輸送時間を短縮することを狙っていた。そのため重量1,000トンの貨物列車の運転を想定した貨物輸送が路線選定の要となり、当初は六日町駅と黒井駅を可能な限り直線的に結ぶルートが考えられていた。これにより十日町では飯山線と直交するルート案となり、飯山線の十日町駅とは別に北越北線の十日町駅を約1,300メートル離れた位置に設け、地下駅とする案もあった。しかしこれには地元からの強烈な反発があり、実際の経路は飯山線十日町駅に乗り入れるクランク状のものとなった。また東頸城地方では、安塚、大島、室野（松代町西部）を経由する南側に膨らんだ路線を要望されて決着に時間を要したが、最終的にほぼ原案通りとなった。ところが、国鉄側と最終的に詰める段階になり、直江津駅構内の貨物ヤード（操車場）が処理能力の限界を迎えていたことから、黒井駅の犀潟駅寄りに新たな操車場を建設する構想が持ち上がった。これにより北越北線の乗り入れは操車場に支障しない犀潟駅とならざるを得ず、旧頸城鉄道沿線から経路が外れて頸城村の中心地（2005年の合併以降の上越市頸城区百間町付近）も通らないことになった。浦川原 - 犀潟間は、後の工事凍結時点で未着工であり、黒井の操車場計画が結局実現しなかったこともあって、工事再開時に新たな路線問題となりかけたが、最終的に六日町と犀潟を結ぶ経路で確定した。

### 国鉄新線としての建設
1964年（昭和39年）9月28日に運輸大臣が定めた基本計画では、北越北線は起点を直江津市、終点を南魚沼郡六日町とし、単線非電化で、線路等級は乙線とされていた。これを基に工事実施計画の指示が行われた。設計にあたっては、日本有数の豪雪地帯を通ることから雪崩や地すべりの起こらないような場所を選んでルートの設定を行い、将来的に貨物列車や急行列車の運行を行う優等線とすることを考えて勾配や曲線を少なくするようにした。
公団の発足当時、工事線に指定されていた路線は全国で47路線あり、その総延長は約2,000キロメートル、総工費は約2000億円とされ、年間約100億円程度の公団の予算では実現にかなりの時間がかかるのは確実な状況であった。北越北線も、鉄道建設審議会で「速やかに着工」という意見が添えられた路線に含まれていなかった。しかし当時の地元国会議員らの熱心な取り組みもあって、比較的早く着工に漕ぎ着けることができた。
まず六日町 - 十日町間について、1968年（昭和43年）3月28日に工事実施計画が認可され、8月14日に着工となった。この区間を先に着工したのは、松代と浦川原の間でのルートの決着が付いていなかったためである。基本計画とは逆に起点は六日町、終点は十日町で、途中停車場は西六日町（魚沼丘陵駅）、赤倉信号場、津池（美佐島駅）と仮称されていた（カッコ内は開業時の駅名）。最小曲線半径は400メートル、最急勾配は14パーミル、1メートルあたりの重量が40キログラム（kg）である40 kgレールを使用し、橋梁の設計活荷重はKS-16、概算工事費は50億1800万円とされた。
続いて1972年（昭和47年）10月11日に十日町 - 犀潟間の工事実施計画が認可され、1973年（昭和48年）3月24日に着工された。この区間の途中停車場は薬師峠信号場、松代（まつだい駅）、儀明信号場、頸城大島（ほくほく大島駅）、沢田（虫川大杉駅）、増田（くびき駅）と仮称されていた（カッコ内は開業時の駅名）。最小曲線半径は1,000メートル、最急勾配は14パーミル、40 kgレールを使うが長大トンネル内は50 kgレールとし、橋梁の設計活荷重はKS-16、概算工事費は239億3400万円となった。1979年度完成を予定していた。
停車場の配線についても貨物列車の運行を前提とした計画になっており、単式ホームとされた西六日町、津池の両停車場以外のすべての停車場で列車交換が可能で、貨物列車相互の行き違いを想定してすべての交換可能駅で1,000トン貨物列車に対応した有効長460メートルを確保していた。在来線併設の六日町、十日町、犀潟を除くすべての停車場に、上下線とも安全側線を設置して、上下列車の待避線への同時進入を可能とすることになっていた。六日町、十日町、松代の各停車場については、機関車牽引の10両編成を想定してプラットホームの有効長を240メートルとし、これ以外の停車場については電車列車の6両編成を想定した140メートルとしていた。
その後、国鉄新潟鉄道管理局からの防雪設備の完備や保守の軽減化への要望があり、さらに運輸省の通達で工事実施計画に含めるべき事項が加えられたこともあり、1978年（昭和53年）7月20日に工事実施計画が変更された。これにより十日町 - 犀潟間の工事実施計画について、犀潟駅への取り付けの変更が行われ、最小曲線半径が1,000メートルから600メートルとなり、50 kgレールの使用とスラブ軌道の採用、電化対応設備を設けることが記載された。十日町 - 犀潟間の工事予算は511億8600万円に改定され、完成予定期日は1983年（昭和58年）に延長されることになった。
この頃、全国新幹線鉄道整備法により全国的な新幹線ネットワークの整備計画が進められており、東京と北陸地方を結ぶ新幹線として北陸新幹線の基本計画が1972年（昭和47年）に制定されていた。北陸新幹線は北越北線と重複する高速鉄道計画となったが、高度経済成長の時期でもありそれほど問題視はされず、また北陸新幹線が旅客輸送、北越北線が貨物輸送と役割分担することも考えられていた。しかし1973年（昭和48年）に第一次オイルショックに見舞われると、北陸新幹線の建設は延期されることになった。
北越北線はその間も工事が続けられていたが、全国各地にある鉄道新線のうちの1か所として配分される建設予算に限りがあったことや、トンネル工事が難航していたことで建設工事が遅れていた。そうしているうちに国鉄の経営悪化が進み、その対策として1980年（昭和55年）に日本国有鉄道経営再建促進特別措置法（国鉄再建法）の施行により鉄道新線の工事は凍結されることになった。国鉄再建法での工事続行基準は、推定輸送密度が4,000人/日以上とされていたが、北越北線の推定輸送密度は1,600人/日であった。この時点で用地取得は73パーセント、路盤工事は58パーセントまで進捗しており、工事費はこの時点での総額見込み794億円に対して415億円が投じられていたが、1982年（昭和57年）3月に完成済み施設に対する保安工事が完了すると、建設工事は全面ストップした。

### 第三セクター方式での建設再開
国鉄再建法では、建設が中断された地方鉄道新線について、地元が第三セクター会社を設立して引き受けることが可能であると定めていた。岩手県の三陸鉄道のように、早々にこの方針で動き出して、第三セクターでの開業を果たした鉄道もあった。しかし北越北線については、鉄道の経営への不安があったことに加えて、新潟県出身の田中角栄元首相が「北越北線だけは特別に貨物幹線としてやらせる」と発言していたことなどもあり、沿線自治体は第三セクター化に興味を示さなかった。だが結局北越北線が国鉄新線として工事再開されることはなかった。
1983年（昭和58年）6月22日に東京で開催された北越北線建設促進期成同盟会総会に突然田中角栄が出席し、それまでの国鉄での建設再開の考えを撤回した上で、第三セクターでの引き受け案を持ち出した。この提案は突然のことであり、沿線自治体の関係者を困惑させた。当時の君健男新潟県知事は第三セクター化に慎重であったが、期成同盟会会長の諸里正典十日町市長は田中元首相の動きに呼応して第三セクター化を目指し、独断で国や公団との接触を開始した。沿線の他の市町村は、こうした諸里市長の独断専行に不満を持っていたとされる。
「プロの国鉄がやってもダメなものを、素人の県や市町村がうまくやれるはずがない」として慎重であった君知事は、第三者のコンサルタントを入れて経営分析を行わせ、また第三セクター化は越後湯沢 - 六日町間と犀潟 - 直江津間での国鉄への乗り入れを行うことを条件としてつけた。コンサルタントも、秋田内陸縦貫鉄道秋田内陸線に対して「永久に黒字転換する見込みがない」と厳しい診断を下した会社に依頼した。ところが新潟県の予想に反し、コンサルタントは「5年で単年度黒字、10年で累積黒字」との報告書を出し、また国鉄も直通運転を了承した。こうして梯子を外された格好となった新潟県は、第三セクター化推進の方針に転換することになった。裏側では、田中元首相の政治力を背景に諸里市長が立ち回り、君知事を政治的に追い込んだ、と伝えられている。こうして1984年（昭和59年）8月30日に北越急行株式会社が設立され、1985年（昭和60年）2月1日に鉄道事業の免許を取得し、3月16日に工事が再開された。
第三セクター鉄道として建設を再開するにあたり、建設計画が修正された。気動車による1両または2両編成程度を想定、最大で4両編成とし、旅客輸送のみに限定することになった。これにより全体的にプラットホームと待避線の有効長が短縮され、頸城大島駅（ほくほく大島駅）の交換設備は省略されることとなった。また、上下列車の待避線への同時進入を考慮しないこととして安全側線も省略された。JR線と接続する六日町・十日町・犀潟の駅配線は大幅に変更され、特に十日町は飯山線との平面交差から立体交差に修正された。橋梁の設計活荷重については、国鉄時代にはKS-16荷重を想定していたが、旅客のみに改められたこともあり、第三セクター化以降に建設される場所についてはKS-12荷重を採用することになった。また新座（しんざ）、顕聖寺（うらがわら）、大池（大池いこいの森）の各駅が要望駅として追加になった（いずれも当時の仮称でカッコ内は開業時の駅名）。
建設において最大のネックとなったのは路線のほぼ中央にある鍋立山トンネルであった。鍋立山トンネルは工事中断時点で中央部に645メートルの未掘削区間が残されており、1986年（昭和61年）2月24日に掘削が再開されたが、極度の膨張性地山のため、当初の中央導坑先進工法（先に中央部の導坑を掘削する工法）では強大な土圧により支柱が座屈するなどの問題を生じた。続いてトンネルボーリングマシン（TBM）を導入したが、これも掘削中に土圧により発進地点より手前まで押し戻されてしまう事態となった。その後、薬液の注入や、最終的には手掘りも実施するなど、実に29の工法が駆使された。1992年（平成4年）10月29日にようやく先進導坑が貫通し、1995年（平成7年）3月7日に掘削完了、11月7日に竣工となり、これにより開業のめどが立つことになった。結果的にこの区間には10年余りの歳月と146億円の工費が投入されることとなり、のちにほくほく線の開業を左右したのは政治でも採算上の数値でもなく、鍋立山トンネルの工事であったと評された。

### 高速化の決定
工事再開後も、鍋立山トンネル等の工事難航に伴い、開業も当初予定より遅れが生じていた。そのような中、1988年（昭和63年）になり、北越北線を高速化してスーパー特急を走らせる計画が運輸省から打ち出された。当時、北陸新幹線は整備新幹線問題の関係で計画凍結は解除されたものの着工されておらず、1988年（昭和63年）のいわゆる「運輸省案」では長野以南の建設を優先し、高崎 - 軽井沢間のみフル規格、軽井沢 - 長野間はミニ新幹線、糸魚川 - 魚津間、高岡 - 金沢間については構造物を新幹線と同じ規格で建設し、線路を在来線と同じ軌間にするスーパー特急方式とする計画が提案されているに過ぎなかった。
北越北線はこの時点で路盤は完成していたが、軌道敷設は行われておらず、もともと優等列車の運転を想定して高い規格で建設されていたこともあり、翌1989年（平成元年）5月31日に高速化・電化に伴う工事実施計画の変更が申請され、路線の軌道は、最高速度200 km/hも視野に入れた高規格路線での建設が開始された。
これにより、JRと直通の特急列車を走らせることとなり、高速化事業に要するとされた310億円は、建設に当たっていた公団の地方新線工事費から70億円、幹線鉄道活性化事業費補助金が42億円、北越急行出資金が40億円、JR東日本の負担金が158億円とされた。JR東日本の負担分は、北越北線の利用権という無形財産取得名目として実施された。
配線についても変更が行われ、当初計画では、六日町駅では北越急行専用プラットホームよりも高崎方でJRとの線路の接続を行うことになっていたが、専用プラットホームで発着する普通列車とは別に、越後湯沢からの特急列車が北越北線に直接進入できるようにする渡り線が追加されることになった。十日町駅では、JR線を乗り越した後に地上に降りてプラットホームを設ける計画であったが、プラットホーム前後に生じる急勾配と急曲線を解消するために高架上にプラットホームを設置することになった。犀潟駅では、高架でJR線を乗り越した後に海側に北越急行専用プラットホームを設ける計画であったが、信越本線の上下線の間に降りてJR線に乗り入れる構造に改めた。
設備面では、高速化の制約となる分岐器の通過速度制限を緩和するために、一線スルーにする改良を実施した。軌道を強化するため、スラブ軌道区間を延長し、レールも一部を50 kgレールから60 kgレールに変更し、道床厚の増大や枕木の追加を実施した。特急列車の最大10両編成に対応するようにプラットホームや交換駅の待避線有効長が再び延長された。信号設備は、高速進行現示のできる信号機を設置し、また自動列車停止装置 (ATS) をATS-P形とし、安全側線は省略されたままとした。このほか、ホーム柵の設置、雪害対策の強化、騒音防止などの措置が採られた。
最終的に総工費は、地方新線建設費として1026億円、高規格化255億円の合計1281億円となった。工事期間中、死者は10名、負傷者は54名であった。
この間、開業の5年前の1992年（平成4年）6月16日に路線の正式名称が「ほくほく線」に決定した。これは、北越急行と沿線自治体が沿線住民を対象に実施したアンケートから、「温かいイメージで親しみやすく、呼びやすい」という理由で選ばれたものである。異例の早い時期の路線名決定は、工事再開後もトンネル工事の遅延と高規格化工事で開業が遅れた結果である。
試運転は施設が完成した1996年（平成8年）9月から開始されたが、狭軌での160 km/h運転や狭小・単線・長大トンネルでの高速走行などは前例・基準が存在しなかったため、ほくほく線を用いた諸試験が北越急行のほか、鉄道総合技術研究所、公団、運輸省、JR東日本、JR西日本によって実施され、同年10月7日からは681系2000番台による160 km/h運転試験が開始された。結果は比較的良好ではあり特段の問題は見られず、監督官庁から設計最高速度160 km/hの認可を付与された。しかし、後述するように単線トンネルでの気圧変動が車体に及ぼすダメージが経年とともに顕在化する恐れがあったため、北越急行自らの判断でさらなる技術的な検討を待ってから実際の160 km/h運転を開始することにとし、当初の特急列車の最高速度は140 km/hとされた。

### 開業・さらなる高速化

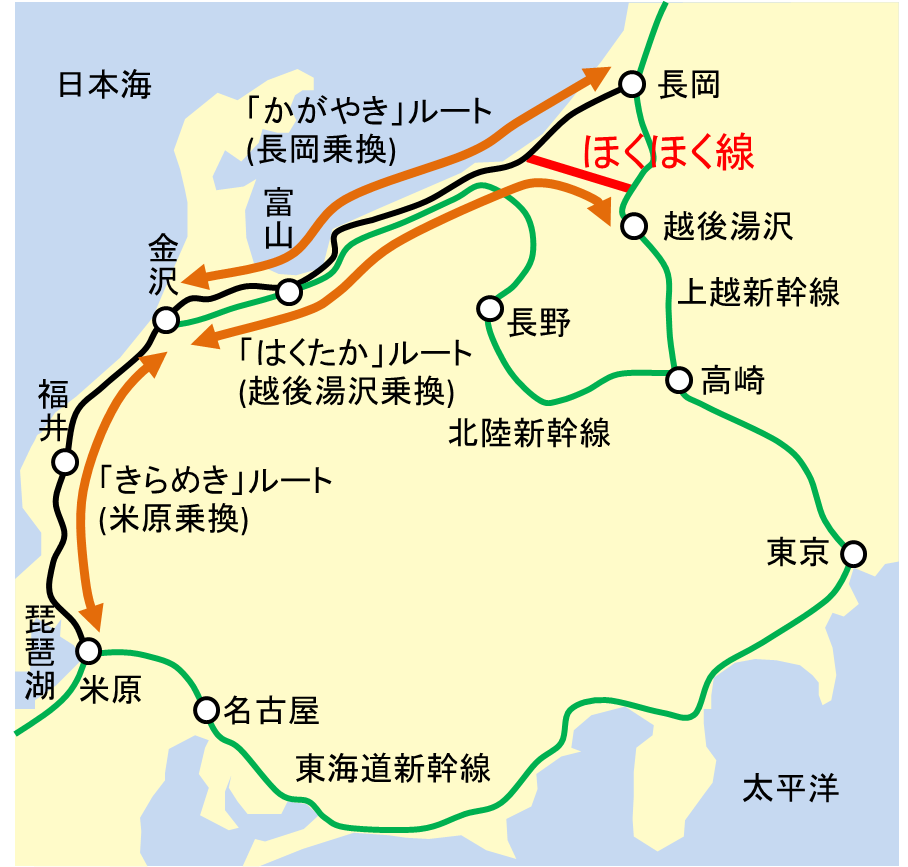
東京と北陸を結ぶルートの変遷。ほくほく線開業前は、東海道新幹線米原乗換の「きらめき」ルートと、上越新幹線長岡乗換の「かがやき」ルートがあったが、ほくほく線開業により、金沢以東では上越新幹線越後湯沢乗換の「はくたか」ルートが使われるようになった。北陸新幹線が金沢まで延伸開業したあとは、芦原温泉以東では北陸新幹線が最速のルートとなった。

以上の経緯を経てほくほく線は、1997年（平成9年）3月22日に開業し、同時に、上越新幹線と越後湯沢駅で接続して首都圏と北陸地方を結ぶ特急「はくたか」が、ほくほく線経由で運転を開始した。ほくほく線が開業する以前は、首都圏と北陸地方を結ぶ手段は東海道新幹線で米原を経由するルートが一般的であったが、ほくほく線が開業してからは上越新幹線と「はくたか」を乗り継ぐルートのほうが有利になる範囲が拡大された。上越新幹線と越後湯沢で接続しての東京と金沢の間の最速所要時間は3時間43分となり、長岡経由に比べて15分短縮された。なお、ほくほく線開業後、まつだい駅から松之山温泉を訪れる行楽客が増えたという。加えて、沿線では、開業により沿線地域では高校へ自宅からの通学が可能となり、進学時にほくほく線沿線の高校を選ばせたり、高校進学を機にほくほく線沿線に引っ越す事例さえ見られた。上越線が不通になると越後湯沢と六日町のタクシー利用が増加する事例もみられるようになった。
その後、後述するように最高速度について段階的な検証を行い、1998年（平成10年）12月8日から「はくたか」が150 km/h運転を開始したが、この時にはダイヤ改正は行わず、運転上の余裕時分の確保にあてられた。続いて2002年（平成14年）3月23日から当初の予定通りの160 km/h運転が開始され、ほくほく線内においては140 km/hでの運行当時と比較して1分30秒の所要時間短縮が実現した。加えて車両面も高速化が進み、160 km/h運転開始時にJR西日本の485系が160 km/h対応車の681系と交代し、2005年（平成17年）3月1日には、北越急行が160 km/h対応車の683系8000番台を投入したことで、JR東日本の485系が撤退し、以後定期特急列車はすべて160 km/h運転対応の車両となった。
ほくほく線は「雪対策」の節で後述するように周囲の路線と比べ比較的安定的な運用を行っているが、2000年代には度々自然災害に見舞われている。特に2004年（平成16年）10月23日の新潟県中越地震では発生後全線で運転を見合わせ、10月26日より被害の少なかった犀潟 - まつだい間で普通列車に限った臨時ダイヤによる運転を再開し、11月2日に全線で運転を再開した。当初は速度制限つきの運転で、12月17日から160 km/h運転を再開している。また、2005年（平成17年）2月11日より上越線が全面復旧する3月24日までの間、週末を中心にのべ13日にわたって急行「能登」がほくほく線を経由して運転された。2007年（平成19年）7月16日に発生した新潟県中越沖地震では、特急「はくたか」が終日運休となり、翌17日から運転を再開した。
一方、ほくほく線の高規格化が行われるきっかけとなった整備新幹線計画問題については、ほくほく線開業のおよそ半年後の1997年（平成9年）10月1日に北陸新幹線高崎 - 長野間が開業したが、この時点では上越新幹線・ほくほく線経由が石川県東部・富山県・新潟県西部への最速ルートであることから、開業まで運転されていた特急「白山」のような長野駅から北陸地方への接続列車は定期運転されず、「長野（行）新幹線」という愛称が付けられる一因となった。しかし、長野以北についても翌1998年（平成10年）3月12日に長野 - 上越（仮称）間、2001年（平成13年）4月25日に上越（仮称） - 富山間、2005年（平成17年）4月27日に富山 - 金沢 - 白山総合車両基地（仮称）間の工事計画がフル規格で認可され、順次着手されるなど、計画が見直されるたびにフル規格での建設が進められていった。
当時、ほくほく線を運営する北越急行は10日間しか営業していなかった初年度を除いて毎年数億円の黒字となっており。2001年度の営業係数は73.0パーセントと、第三セクター鉄道の中では経営状態は良好であったが、全体の9割が特急による収益で、普通列車の収益は全体の1割にも満たなかった。このため、北陸新幹線開業に備えて、利益を赤字補填用に蓄えることとした。先述のJR東日本の485系を683系8000番台の自社による投入で置き換えたことも、JR東日本側の事情のほか、全便高速化による運用効率向上によるサービスアップ・増収や、JR東日本への車両使用料の支払いを無くし、逆に従来3社で相殺していたJR東日本・西日本線の走行時の車両使用料収入を得るという目的もあった。こうして、最終的には2013年（平成25年）3月31日時点で約92億円の剰余金を持った状態でほくほく線は2015年3月14日の北陸新幹線長野 - 金沢間開業を迎えることとなった。

### 北陸新幹線金沢延伸開業以降

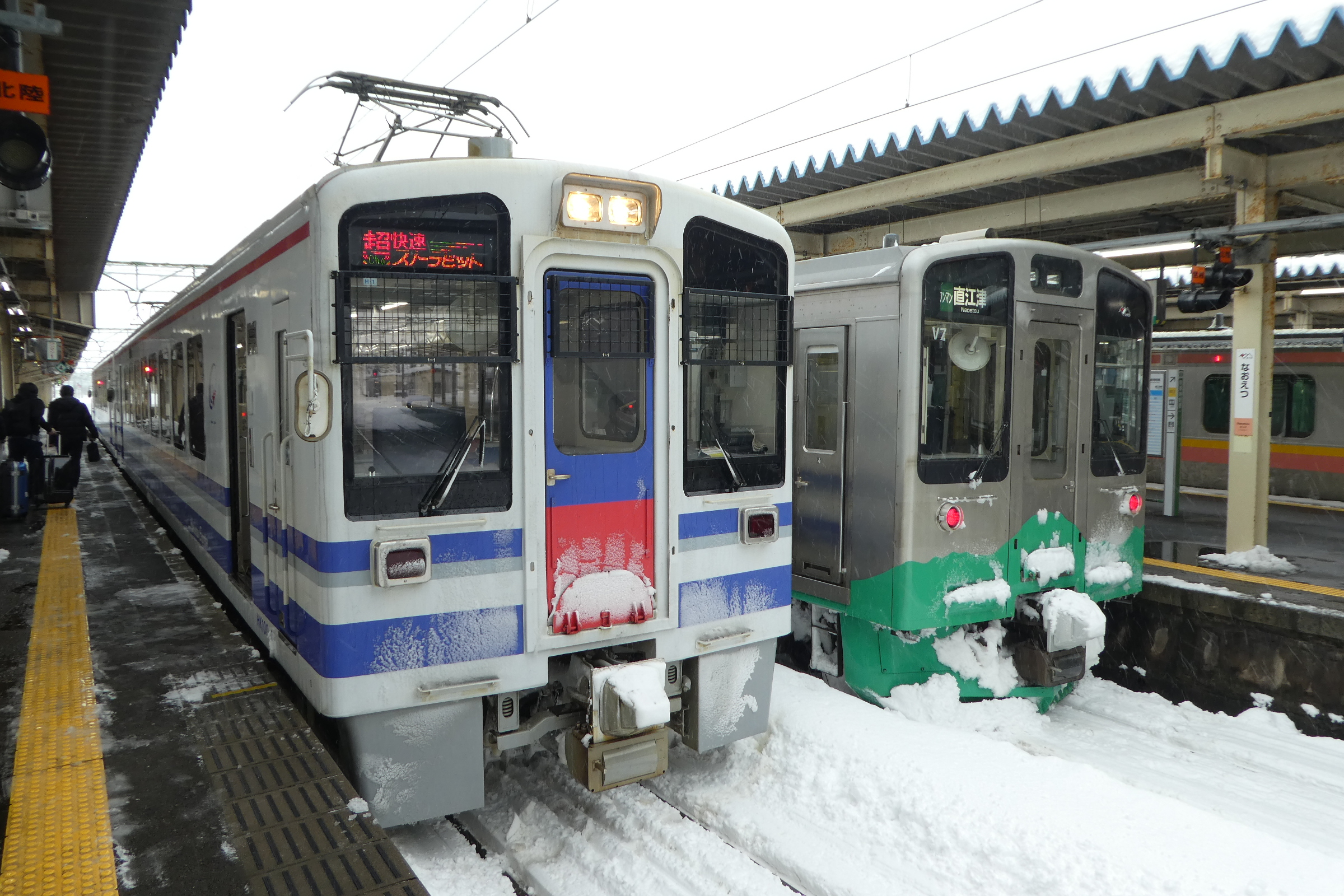
直江津駅に停車中の超快速「スノーラビット」

2015年（平成27年）3月14日の北陸新幹線の金沢開業後は、特急「はくたか」の廃止により、ほくほく線は地域輸送を主とする路線として再出発を切ることになった。このため、同日より国土交通省運輸局への申請最高運転速度を130 km/hに引き下げ、設備についても順次スリム化・使用停止・撤去が行われている。
その後、北越急行は2015年度決算で最高速度引き下げなどによる施設の評価損等により前年度の11億円の黒字から11億円の最終赤字に転落、その後も6億円前後の最終赤字で推移している。しかし北越急行では2012年（平成24年）時点で「はくたか」利用者の22パーセントから25パーセントが直江津駅（アクセスには北陸新幹線でも上越妙高駅からの乗り換えを要する）で乗降していることや、沿線の十日町を中心に東京や金沢と相互のビジネス需要が見込まれることから、「ほくほく線経由の需要も残るのではないか」とし、事業を当面継続することは可能であるという見通しを持った。
運行面では特急の廃止により普通列車の時分短縮が実現した。加えて「ほくほく線全体の速さと便利さをアピール」する「快速を超える列車」として、前年の2014年（平成26年）から越後湯沢 - 直江津間を1時間で結ぶ「超快速列車」の運行を計画し、2015年（平成27年）3月14日のダイヤ改正で「スノーラビット」の愛称で運転開始した。この超快速は日本国内において乗車券だけで乗れる列車としては、2016年時点で表定速度が最も高い列車であり、特に直江津駅からは、上越妙高駅乗り換えの北陸新幹線経由と所要時間で遜色がなく、かつ運賃+特急料金が1,000円以上安いことをセールスポイントとし、北陸新幹線との対抗馬、線内における「はくたか」の後継としての側面も名実ともに強く意識されている。一方で、超快速列車の越後湯沢発1本と折り返しの普通列車越後湯沢行きを、同日信越本線を転換して開業したえちごトキめき鉄道妙高はねうまライン新井駅まで直通させることで、沿線から高田駅・上越妙高駅へのアクセスを高めているなど、北陸新幹線と協力する一面もある。
また、新たな収入源として、2016年（平成28年）には普通列車の六日町駅 - うらがわら駅間にて宅配便の荷物を輸送する、いわゆる「貨客混載」を行うことで佐川急便と合意し、試運転（トライアル）ののち、2017年4月18日より夜間の普通列車1往復で、本格的な運用が開始されている。これは、先述のように並行道路である国道253号の道路状況が峠越えの連続や冬季の積雪で依然劣悪であり、場合によっては高速道を用いて長岡経由で輸送せざるを得ないなど、営業所間の輸送に支障が生じる場合があるためで、普通列車として使用しているHK100形車両に佐川急便のカーゴ台車を固定可能とする改造を行い、運用している。
2018年5月29日、北越急行は同年12月1日より普通運賃と通勤定期運賃を10 %値上げする変更認可申請を国土交通省北陸信越運輸局に行ったことを発表した。また、トイレ付き車両を当初の計画よりも前倒しで導入することを検討していることも発表された。
2018年12月1日、「永続的に鉄道を走らせていく」ため運賃改定が実施された。普通運賃と通勤定期が10 %値上げされたが、通学定期は据え置かれ、中学生用定期が新設された。

### ほくほく線ミニ新幹線化案
2023年9月29日、新潟市 - 上越地域間の鉄道高速化に向けて、新潟県が信越本線・えちごトキめき鉄道妙高はねうまライン長岡駅 - 上越妙高駅間の改良2案に加えて、新たに信越本線・えちごトキめき鉄道日本海ひすいライン長岡駅 - 糸魚川駅間をミニ新幹線化する案、ほくほく線をミニ新幹線化する案の2案を示し、時間短縮効果など比較検討するとした。

### 年表
- 1931年（昭和6年）8月 - 地元の関係者が国会に請願書を提出し、鉄道敷設運動が始まる[113]。
- 1940年（昭和15年） - 越後湯沢と結ぶ北越南線構想が持ち上がる[13]。
- 1944年（昭和19年） - 信濃川発電所工事線を延長する形で松代と結ぶ路線の建設が決まるが、後に敗戦により計画中止[13]。
- 1950年（昭和25年）9月3日 - 北陸上越連絡鉄道（上越西線）期成同盟会発会式[17]。
- 1953年（昭和28年）
  - 2月 - 第9回鉄道建設審議会で地元意見の不一致を理由として審議未了・保留[114]。
  - 8月 - 新潟県知事裁定により北越北線採択[19]。
  - 9月 - 期成同盟会総会を南線側がボイコット[19]。
- 1961年（昭和36年）2月23日 - 南北両派が一本化で協力推進する協約を締結[115]。
- 1962年（昭和37年）
  - 4月22日 - 鉄道建設審議会が上越西線（北越北線）を予定線に採択[115]。
  - 5月12日 - 鉄道敷設法第1条別表第55ノ3号により、予定路線に編入[23]。
- 1964年（昭和39年）
  - 4月22日 - 運輸大臣により、北越北線を調査線に指示[24]。
  - 9月28日 - 工事線に昇格[24]、運輸大臣が路線の基本計画を定め、日本鉄道建設公団（鉄道公団）に対して工事実施計画の指示[3]。
- 1968年（昭和43年）
  - 3月28日 - 六日町 - 十日町間工事実施計画認可[3]。
  - 4月20日 - 六日町にて北越北線起工式挙行[116]。
  - 8月14日 - 六日町 - 十日町間着工[3]。
- 1972年（昭和47年）10月11日 - 十日町 - 犀潟間工事実施計画認可[3]。
- 1973年（昭和48年）3月24日 - 十日町 - 犀潟間着工[3]。
- 1978年（昭和53年）7月20日 - 停車場有効長の延伸、スラブ軌道の採用、電化準備工事などを含めた工事実施計画変更[36]。
- 1980年（昭和55年）12月27日 - 日本国有鉄道経営再建促進特別措置法（国鉄再建法）施行[117]により工事凍結[36]。
- 1982年（昭和57年）3月 - 完成済み施設の保安工事完了、工事全面停止[42]。
- 1983年（昭和58年）6月22日 - 北越北線建設促進期成同盟会総会において、田中角栄元首相から第三セクター化の構想が提示される[46]。
- 1984年（昭和59年）
  - 3月1日 - 第三セクター設立準備会設立[51]。
  - 8月27日 - 北越急行創立総会を新潟市で開催[51]。
  - 8月30日 - 北越急行株式会社設立登記[51]。
  - 11月8日 - 国鉄再建法第14条第1項に基づく国鉄新線の告示[51]。
- 1985年（昭和60年）
  - 2月1日 - 北越急行が地方鉄道業の免許を受ける[51]。
  - 2月25日 - 運輸大臣により鉄道公団へ工事実施計画の指示[51]。
  - 3月16日 - 鉄道公団により工事再開[51]。
- 1988年（昭和63年）8月 - 運輸省が「整備新幹線運輸省規格案」を発表、北陸新幹線と連携した幹線鉄道とするための、北越急行の電化・高規格化を提唱[118]。
- 1989年（平成元年）
  - 3月28日 - JR東日本と北越急行の間で北越北線高規格化に関する基本協定を締結[119]。
  - 5月31日 - 北越急行、事業基本計画の変更申請、最高速度を95 km/hから130 km/hへ、動力方式を内燃から電気へ、別途160 km/h対応で基礎的施設の工事を行っておくことを表明[120]。
  - 7月31日 - 運輸大臣が鉄道公団に対して工事実施計画の変更指示[121]。
  - 10月2日 - 高規格化対応工事に着手[121]。
- 1996年（平成8年）
  - 4月15日 - まつだい駅構内にてレール締結式[122]。
  - 9月19日 - HK100形初入線。速度35 km/h[76]。
  - 9月28日 - 681系2000番台初入線。段階的に速度を上昇[76]。
  - 10月7日 - 681系による160 km/h走行試験を開始[76]。
- 1997年（平成9年）3月22日 - ほくほく線開業[78]。特急「はくたか」運転開始。
- 1998年（平成10年）12月8日 - 「はくたか」を150 km/hにスピードアップ[123]。
- 2002年（平成14年）3月23日 - 「はくたか」を160 km/hにスピードアップ[123]。
- 2004年（平成16年）
  - 10月23日 - 新潟県中越地震発生、全線で運休となる[85]。
  - 10月26日 - 犀潟 - まつだい間で運転再開[85]。
  - 11月2日 - 全線で運転を再開[85]。
- 2007年（平成19年）7月16日 - 新潟県中越沖地震発生、「はくたか」の運転を1日休止[86]。
- 2015年（平成27年）
  - 3月14日 - 北陸新幹線 長野 - 金沢間の開業に伴い、特急「はくたか」廃止[92][93][94]。最高速度160 km/h運転を終了し、国土交通省への申請最高運転速度を130 km/hへ引き下げ[96]。超快速列車「スノーラビット」運転開始[124]およびえちごトキめき鉄道への乗入れ開始[103]。
  - 11月7日 - イベント列車として犀潟 - 六日町間を約4時間かけて走る「超低速スノータートル」を運行、先着順での受付のためわずか30分で完売した[125][126][127]。
- 2016年（平成28年）
  - 8月28日 - イベント列車「超低速スノータートル」第2弾を運行。今回以降先着順から抽選に変更、競争率3倍。
  - 11月8日 - 佐川急便と連携した貨客混載列車の試運転を報道各社に公開[105]。
- 2017年（平成29年）4月18日 - 夜間の普通列車1往復の六日町 - うらがわら間で佐川急便との貨客混載を開始[106]。
- 2018年（平成30年）12月1日 - 普通運賃と通勤定期運賃を改定し10 %値上げ[109]。
- 2023年（令和5年）3月18日 - 超快速列車を含む全ての快速列車及び、大池いこいの森駅通過の普通列車といった、六日町 - 犀潟間の線内で通過運転を行う定期列車が全廃。平日のみ運行の列車が1往復設定。ダイヤ設定上の想定速度を95 km/hに引き下げ[5]。

## 施設
先述のように、ほくほく線は数回の工事計画の変更を経て、全線単線、直流1500 V電化で建設されている。しかし、高速運転を実施し、1日の間に数十センチの積雪があるほどの豪雪地帯を通過するため、各種の対策が施されている。

### 最高速度160 km/hへの対応

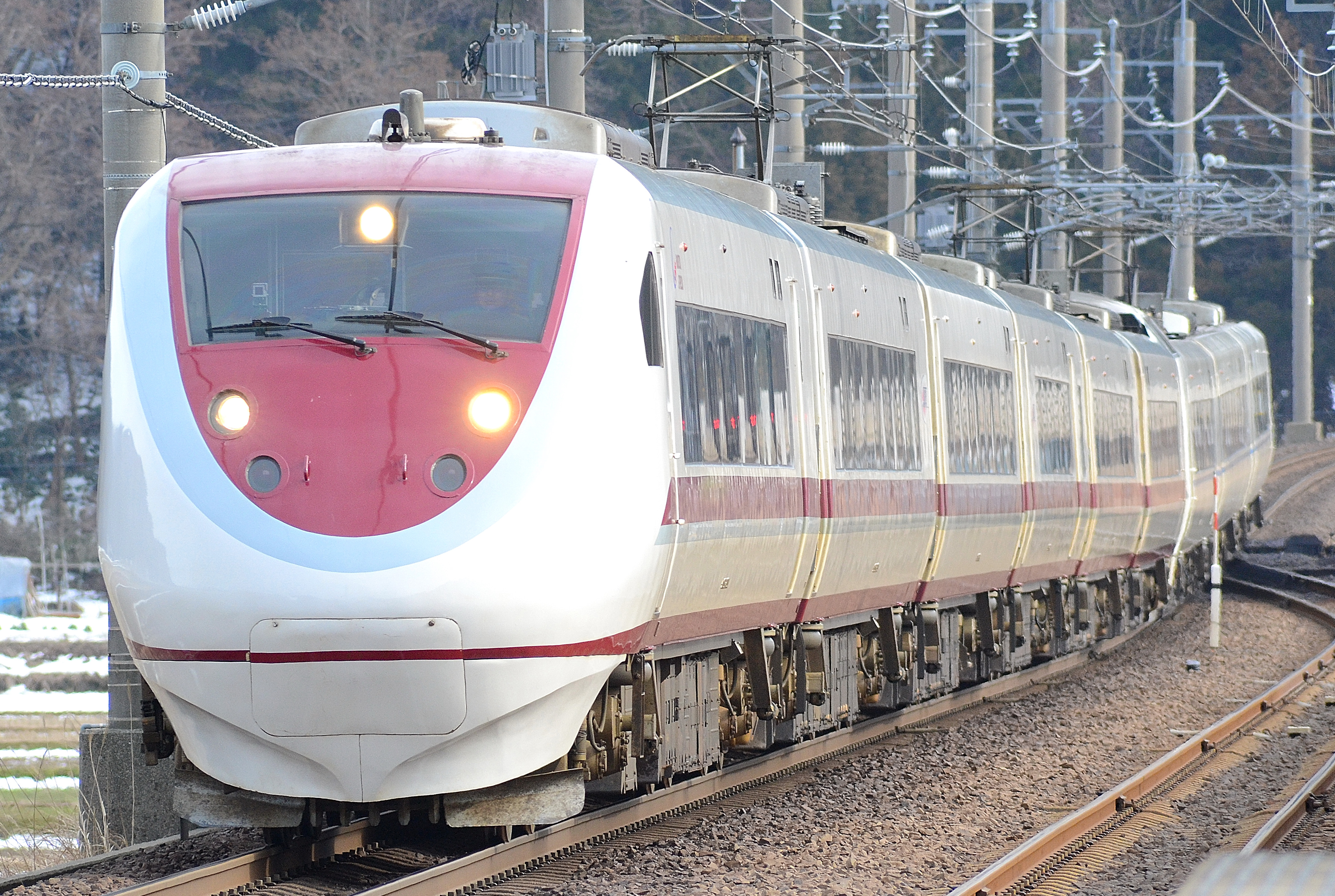
くびき駅を高速で通過する特急｢はくたか｣

開業当時の線内最高速度は160 km/hで、これは新幹線を除く鉄道では京成電鉄成田空港線（成田スカイアクセス線）の「スカイライナー」とともに日本では最速、狭軌では単独の国内最速であった。このため、後述のように各種設備はそれに対応して設計された。
160 km/hに設定された背景には、国鉄時代に湖西線で行われた高速走行試験の目標が160 km/hであったことや、「新幹線と在来線の軌間の比率を考えると、200 km/hに対して160 km/hとなる」という考えもあったことが挙げられる。「140 km/hでも十分」という意見もあったが、関係者や技術者の多くは「絶対に在来線鉄道の将来に役立つ」と協力を惜しまなかったという。
1947年に定められた鉄道運転規則に基づき、どんな場合でもブレーキ開始から走行600 m以内に停止できること（600メートル条項）が、在来線では必須とされてきた。2009年現在でも、新幹線以外の鉄道ではこの停止距離が標準的な要求となっている。ほくほく線の車両も600 m以内での停止要求は実現できていないが、ほくほく線は後述する原則踏切を排した完全立体の線路、ATS-P形式の自動列車停止装置、GG信号等が導入され、特例措置として160 km/h走行が認められた。
しかし、1996年から開始された開業前の試運転の際には、高速走行時の車内で予想以上の気圧変動が発生しており、気密構造でなかった681系を使用した試運転で窓の接着部分には指が入るほどの隙間ができてしまったことすらあった。これらの現象は、ほくほく線のトンネルが単線断面であり、かつトンネル断面が複雑であることが要因であり、ほくほく線で高速運転を行う特急形車両については、客室扉が閉じた際に車体に圧着させるなどの対策を施した簡易気密構造の車両に限定されることになった。その後の半年にわたる試運転で安全性は立証されたものの、万全を期して、開業当初の最高速度は140 km/hとした。その2年後に行われた特急形車両の重要部検査時には、車両の構体に亀裂などがないかを微細に確認した上で、1998年12月8日から150 km/h運転を開始した。さらに2年後に行われた全般検査時にも構体に対して同様の確認を行い、2000年11月21日には160 km/h運転の試運転を行った上で問題がないことを確認、2002年3月23日から160 km/h運転が開始されている。
ただし、通常ダイヤであれば155 km/h程度で定時運行が可能で、160 km/hは列車が遅延した際の余裕と考えられていた。また、最高速度である160 km/hで走行できる区間は、勾配などの影響から下り列車（犀潟方面行き）が赤倉・鍋立山・霧ヶ岳の各トンネル内とくびき駅から犀潟駅までの高架橋区間、上り列車（六日町方面行き）では薬師峠トンネル内となっている。さらに、気圧変動の緩和のため、ATS-Pによってトンネル進入時に130 km/hに速度を落とし、進入後のトンネル内で160 km/hまで加速させている。
北陸新幹線開業後の2015年3月14日以降は特急列車の160 km/h運転を終了し、国土交通省運輸局への申請最高運転速度を160 km/hから引き下げている。なお、営業列車は基本的に110 km/h（2023年3月18日からは95 km/h）で運転する普通列車のみとなったが、E491系検測車や485系などのJR車両を運転するため、申請最高運転速度は130 km/hとしている。なお、160 km/h運転に関わる技術は成田スカイアクセス線へ継承されており、日本鉄道運転協会から北越急行に対して、160 km/hによる運転の実績と京成電鉄への技術承継を評価する「東記念賞」が授与されている。

### 構造物
建設中数度に渡り工事実施計画の変更が行われたが、最終的に最小曲線半径は400メートル、最急勾配は33パーミルとなっている。半径の小さな曲線はすべて、JR線と接続する六日町・十日町・犀潟の駅付近に位置し、それ以外の区間では半径800メートル以上である。もっとも曲線のきつい半径400メートルのカーブは犀潟駅の1か所のみで、制限速度は80 km/hである。高規格化にあたって、緩和曲線長の延伸などの改良が行われている。踏切は、始終端の六日町駅・犀潟駅構内の2か所のみであり、線区の中間にはまったく踏切が存在しない。この2か所の踏切では、前後に存在する曲線や分岐器に伴う速度制限により、列車の通過速度が130 km/h以下に抑えられることから、他の線区の踏切と同等であるとして、特段の保安措置は採られていない。

#### 軌道

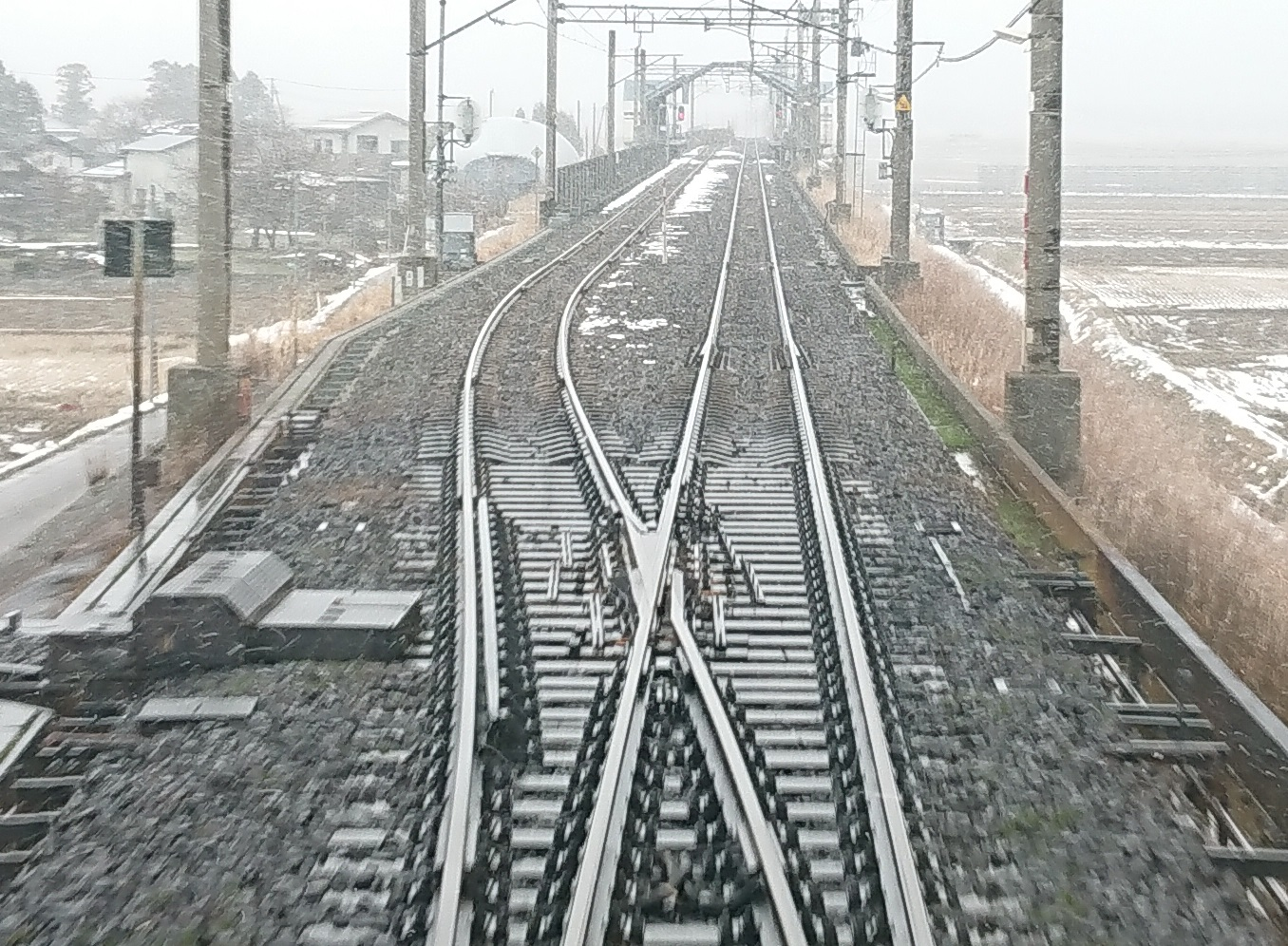
くびき駅のノーズ可動クロッシング

軌条（レール）は1メートルあたりの重さが60 kgである60 kgレールが大半を占め、一部の区間では50 kgレールも使用している。2009年現在では、在来線では50 kgレールが一般的で60 kgレールの採用は少ない。60 kgレールは新幹線と同じレールで、その重さにより高速走行の衝撃に耐えることができ、車両の高速走行の安定化に貢献している。
軌道は、トンネル内や高架橋など全線の約7割でスラブ軌道が採用され、軌道の強化と保守の低減が図られている。このスラブ軌道には「枠型スラブ」と称するコンクリート使用量が少ないものが採用されており、その後東北新幹線・北陸新幹線の延伸部分でも採用された。
築堤など約2割の区間はバラスト軌道を用いたが、築堤上にアスファルトを敷き雨水浸水対策をしたうえで軌道を敷設している。このほか、事情に応じて合成まくらぎ直結軌道、弾性まくらぎ直結軌道、鋼直結軌道、パネル軌道などの区間もある。住宅の多い地域では、バラスト軌道とコンクリート枕木の組み合わせを採用し、騒音低減を図るなどの配慮が行われている。
本線上において高速走行の列車が通過する場所にある分岐器12組はノーズ可動クロッシングとしたが、これは開業時点では、新幹線以外の日本の鉄道ではほくほく線を含めても20組程度しか導入されていなかった特殊な分岐器である。十日町駅構内については、駅前後の曲線で速度制限を受けることによって130 km/h以下の速度での通過となるため、ノーズ可動クロッシングを使用していない。また、交換設備はすべて1線スルー方式で、直進側を通過する際には最高速度のままで通過可能である。

#### トンネル

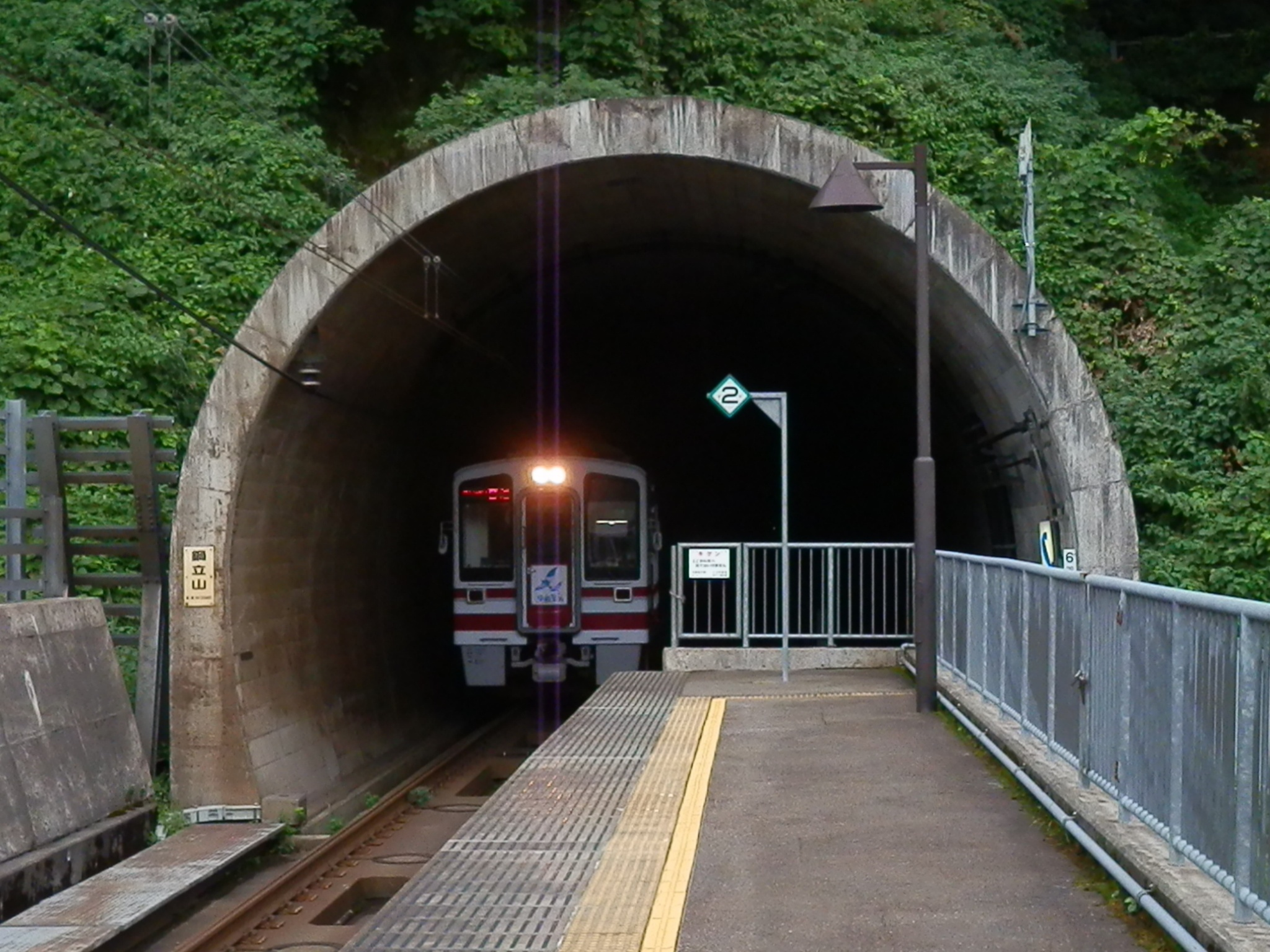
鍋立山トンネル

魚沼丘陵と東頸城丘陵を横断する線形からトンネルが14か所と多く、すべてのトンネルの長さを合計すると40,342メートルとなり、これは路線長59,468メートルの67.8パーセントに相当する。他の構造種別は、土路盤が9,679メートルで16.3パーセント（うち切取1,042メートル、盛土8,637メートル）、橋梁が9,447メートルで15.9パーセントである。後述のように単線であることに加えて、非電化を前提として建設が開始されたため、通常の複線電化されたトンネルと比較してトンネル断面積が小さいことが特徴である。
全長が3,000メートルを超えるトンネルについて、起点側から順に以下に示す。
赤倉トンネル
魚沼丘陵 - しんざ間に位置する全長10,471.5メートルのトンネルで、トンネル内に赤倉信号場と美佐島駅が存在する。国鉄・JR以外の日本の鉄道用として開通した山岳トンネルではもっとも長い。東工区4,281.5メートル、中工区4,140.0メートル、西工区2,050.0メートルの3つの工区に分割して施工され、東工区および中工区では膨張性地圧と大量の湧水により工事が難航した。トンネル内で上越新幹線の塩沢トンネルと立体交差となっており、交差部でのトンネル間隔は1メートルもない条件で、先に赤倉トンネルが施工されたことから塩沢トンネル施工前に赤倉トンネルに補強工事を行っている。1969年（昭和44年）から1974年（昭和49年）にかけて建設され、工事凍結時点では既に完成済みであった。
薬師峠トンネル
十日町 - まつだい間に位置する全長6,199.17メートルのトンネルで、トンネル内に薬師峠信号場が存在する。東工区3,647メートル、西工区2,522メートルに分割されて施工され、西工区では地質に恵まれ順調に掘削できたものの、東工区は大規模な異常出水に直面したほか、国鉄信濃川発電所用の水路トンネル2本との立体交差があり、特別な対応が求められた。1973年（昭和48年）から1979年（昭和54年）にかけて建設され、工事凍結時点では既に完成済みであった。
鍋立山トンネル
まつだい - ほくほく大島間に位置する全長9,116.5メートル（スノーシェッド13メートルを含めて9,129.5メートル）のトンネルで、トンネル内に儀明信号場が存在する。東工区1,750.5メートル、中工区3,387.0メートル、西工区3,979.0メートルに分割して施工され、東工区は予定通りの工期で完成したが、西工区の後半（トンネル中央側）と中工区は膨張性地山と可燃性ガスの湧出により苦しめられた。1973年（昭和48年）に着工したが、1982年（昭和57年）の工事凍結時点で645メートルが未掘削で残されており、工事再開後も日本のトンネル工事史上未曽有とされる困難を極める工事となった。最終的に1995年（平成7年）に完成し、途中の中断期間を含めると21年11か月を要した。
霧ヶ岳トンネル
ほくほく大島 - 虫川大杉間に位置する全長3,726.98メートル（スノーシェッド6メートルを含めて3,732.98メートル）のトンネルである。東工区1,826メートル（入口側の六夜沢橋梁を含む）、西工区1,828メートル、出口側開削区間140メートルの3工区に分割して施工された。地質に恵まれた工事であったが、西工区は建設中に工事凍結を迎え、東工区は工事再開後の着工となった。1978年（昭和53年）から1992年（平成4年）にかけて建設された。
第一飯室トンネル
うらがわら - 大池いこいの森間に位置する全長3,287メートルのトンネルである。東工区1,610メートル、西工区1,672メートルに分割して施工され、一部崩壊性地山に遭遇して難渋したが全体的には順調な進行で、工事再開後の1988年（昭和63年）に着工し1991年（平成3年）までかけて建設された。

#### 橋梁・高架橋
全線で橋梁が28か所、高架橋が35か所、架道橋が69か所、線路橋が3か所、溝橋が2か所ある。
構想当初から首都圏と北陸を結ぶ優等列車や貨物列車の運転が考えられていたためKS-16荷重を採用していた。しかし国鉄再建法に伴う工事中断とその後の第三セクター方式での建設再開に際して、旅客専用線として計画を改めており、重い機関車の入線は不可能となっている。第三セクター化後に建設された区間の活荷重はKS-12荷重を採用している。ただし雪かき車の通行は想定されており、設計に際してDD14形・DD53形の両ロータリー式雪かき車の重量が考慮され、荷重試験や軌道検測車による検測ではDD51形が入線している。
高架橋の中に雪が溜まらないようにする対策として、くびき付近では線路と側壁の間が吹き抜けとなっている「開床式高架橋」を採用しているほか、周囲が田園地帯の区間の高架橋には、そもそも側壁自体が設けられていない。一方、しんざ駅と十日町駅の間の高架橋では、赤倉トンネルの湧水をそのまま線路脇に流して融雪している。
最長の橋梁は、十日町 - 薬師峠信号場間にある信濃川橋梁で、全長406.73メートルである。橋脚や橋台は国鉄線として施工されたためKS-16荷重で設計されているが、橋桁は第三セクター化されてからの施工のためKS-12荷重となっている。1径間68メートルの3径間連続トラスを2連用いた橋梁となっている。

### 駅・信号場
| まつだい駅で列車交換を行う普通電車 |  | ホームへの入口に設けられたスイングゲート |  | 六日町駅に隣接する車両基地（収容庫） |
| まつだい駅で列車交換を行う普通電車 |  | ホームへの入口に設けられたスイングゲート |  | 六日町駅に隣接する車両基地（収容庫） |

列車の行き違いを行う交換設備は、起終点を除くと十日町・まつだい・虫川大杉・くびきの4駅と、赤倉・薬師峠・儀明の3信号場にあり、すべて10両編成同士の列車交換が可能である。駅数は両端の六日町駅・犀潟駅を含めて12駅で、自社管理の駅員配置駅は十日町駅だけで、起点・終点駅である六日町駅・犀潟駅と十日町駅以外は、すべて無人駅である。特急の停車しない駅のプラットホームは、虫川大杉駅の1番線のみ9両分の長さで、ほかはすべて2両分のみである。また、信号場は3か所ともトンネル内にある。トンネル内の信号場は、国鉄新線としての建設時に貨物列車の運行を計画していたことから、有効長460メートルを実現するために、複線断面となっている延長が680メートルに達しているが、実際の待避線有効長は240メートルとなっている。当初計画では制限速度45 km/hの振り分け分岐器を使用することになっていたが、そのままでは一線スルー構造を実現できないことから、半径3,000 mのSカーブとすることによって対処している。
「はくたか」・快速が停車しない駅では列車が高速で通過して危険であることから、地上駅についてはホームへの入口にはスイングゲートを装備し、列車に乗降する時以外はホームに入らないようにとの注意書きがなされた。地下駅の美佐島駅は、特急が140 km/hでトンネルに進入した場合、トンネル内を吹き抜ける風は、風速25メートルにも及び、通過列車が接近した場合に風圧によって飛ばされる危険が高いことなどから、二重の防風扉を装備し、客扱い時以外はホームを封鎖する。無人駅ながらホーム部分は常に監視カメラによって管理されており、列車到着後2分以内にホームから出る必要がある。このため、列車が発着した後もホームに残っているとアナウンスで注意される。
車両基地は六日町駅に隣接しており、2両編成×3編成が収容可能な収容庫と検修庫に分かれている。なお、後述する雪対策の観点から、冬季は屋外での車両留置は行わず、すべて留置用の収容庫か検修庫を利用する。このため、車両洗浄機や洗浄台も収容庫内に設けられている。

### 閉塞方式
閉塞方式は単線自動閉塞式である。列車集中制御装置 (CTC) とプログラム式進路制御 (PRC) を併用し、進路設定の上で支障となる要因がなくなると30秒で進路を設定できる。
開業当初は列車密度および最高速度の問題と160 km/h運転の可否（GG信号の点灯不点灯）を手前から判断する必要から、出発信号機8機と閉塞信号機22機を使用して閉塞区間を比較的短区間で設定しており、本線の1閉塞区間の平均の距離は1,566メートルであった。
2015年3月14日以降は特急列車の160 km/h運転を終了し、加えて列車の設定本数が半減したため、本線にある閉塞信号機はJR線と接続する六日町 - 赤倉信号場間とくびき - 犀潟間の各1か所を除いて使用停止とし、それ以外の区間では列車の交換施設がある駅または信号場の間に設置されていた複数の閉塞区間を統合して1つの閉塞区間とした。なお、使用停止となった閉塞信号機は2016年度中にすべて撤去されているが、長大トンネル内での走行位置を運転士が判断できるようにする必要性から、従来閉塞信号機が合った個所に黄色い丸の反射板と数字による「地点標識」を順次新設しており、地点標識での確認喚呼を新たに設けている。

### 保安装置
| 2015年3月13日まで使用された、130 km/hを超える速度での走行を許可するGG信号。下の「160」という標識は当該区間の許容速度が160 km/hであることを示す |  | 下の「140」という標識は当該区間の許容速度が140 km/hであることを示す |  | 中継信号機によるGG信号は縦に6灯の点灯 |
| 2015年3月13日まで使用された、130 km/hを超える速度での走行を許可するGG信号。下の「160」という標識は当該区間の許容速度が160 km/hであることを示す |  | 下の「140」という標識は当該区間の許容速度が140 km/hであることを示す |  | 中継信号機によるGG信号は縦に6灯の点灯 |

保安装置（自動列車停止装置）はATS-P形を採用している。
当初、運輸省では高速運転に際して、新幹線と同様に自動列車制御装置 (ATC) の導入を求めていたが、導入コストの問題のほか、各地からの臨時列車の乗り入れが車種の制限なく行えるようにするため、ATS-P形の導入となった。このATS-P形の全面導入により、ほくほく線の交換駅では安全側線を廃止し、交換列車同士の同時進入についても本線側55 km/h・分岐側45 km/hに制限速度が緩和されている。
また、2015年3月13日以前は130 km/h以上での走行を許可する「高速進行現示」として主信号機では緑2灯の点灯、中継信号機では縦に6灯の点灯をもって、高速進行現示とする「GG信号」が導入されていた。このGG信号は、ATS-P形のトランスポンダ車上子を搭載した車両に限って現示されたもので、トランスポンダ車上子搭載車が信号機を通過する数十秒前にG信号（進行現示）からの変換によりGG信号が現示される。GG信号は中3灯を空けて点灯することにより視認性を向上している。このGG信号の導入により、それまでの緑1灯の点灯となる進行現示（G信号）は130 km/hの制限信号となった。また、GG信号を表示する出発信号機の下にはオレンジ色の速度標識が掲出されたが、これは制限速度ではなく、当該区間の許容速度を示す標識であった。
なお、申請最高運転速度を130 km/hへ引き下げた2015年3月14日以降は、5灯式信号機についても3現示のみの点灯となり、速度標識も順次撤去されている。

### 電力設備
160 km/h走行を考えれば電流を小さくできる交流電化の方が有利な面が多いが、トンネルが内燃動車の運転を前提として建設されたために断面が小さく、直流電化に比べて高い電圧を使用する交流電化に必要な絶縁離隔確保ができないことや、前後のJR線が直流電化であることから、やむなく直流電化が採用されている。架線引きとめについては完成済みのトンネル天井を一部壊したほか、建設時期によるトンネル断面の変化点を利用して対応した。
架線支持方式は、高速走行時にも電車が安定して給電を受けられるように、地上区間では新幹線と同様のコンパウンドカテナリ方式を使用しているが、もともと非電化路線として建設されたため断面積の小さいトンネル内では、上下寸法の小さいツインシンプルカテナリ方式を採用しており、さらに吊架には長幹碍子という特殊な碍子を使用している。
変電所は、おおむね10 km間隔で六日町・津池・十日町・松代・大島・浦川原・大潟の7か所に設置されており、総出力は33,000 kWとしている。これは総延長が約60 kmの鉄道路線としては異例の重装備であるが、「はくたか」運行終了に伴い設備のスリム化を図るため、2015年時点に於いて津池変電所を廃止し、大島・大潟の変電所からの受電を止めることで、使用する変電所を4か所に削減する予定としている。また沿線が有数の豪雪地帯であるため、一部を除いて変圧器などの重電部品は建屋内に収納する対策が施されている。

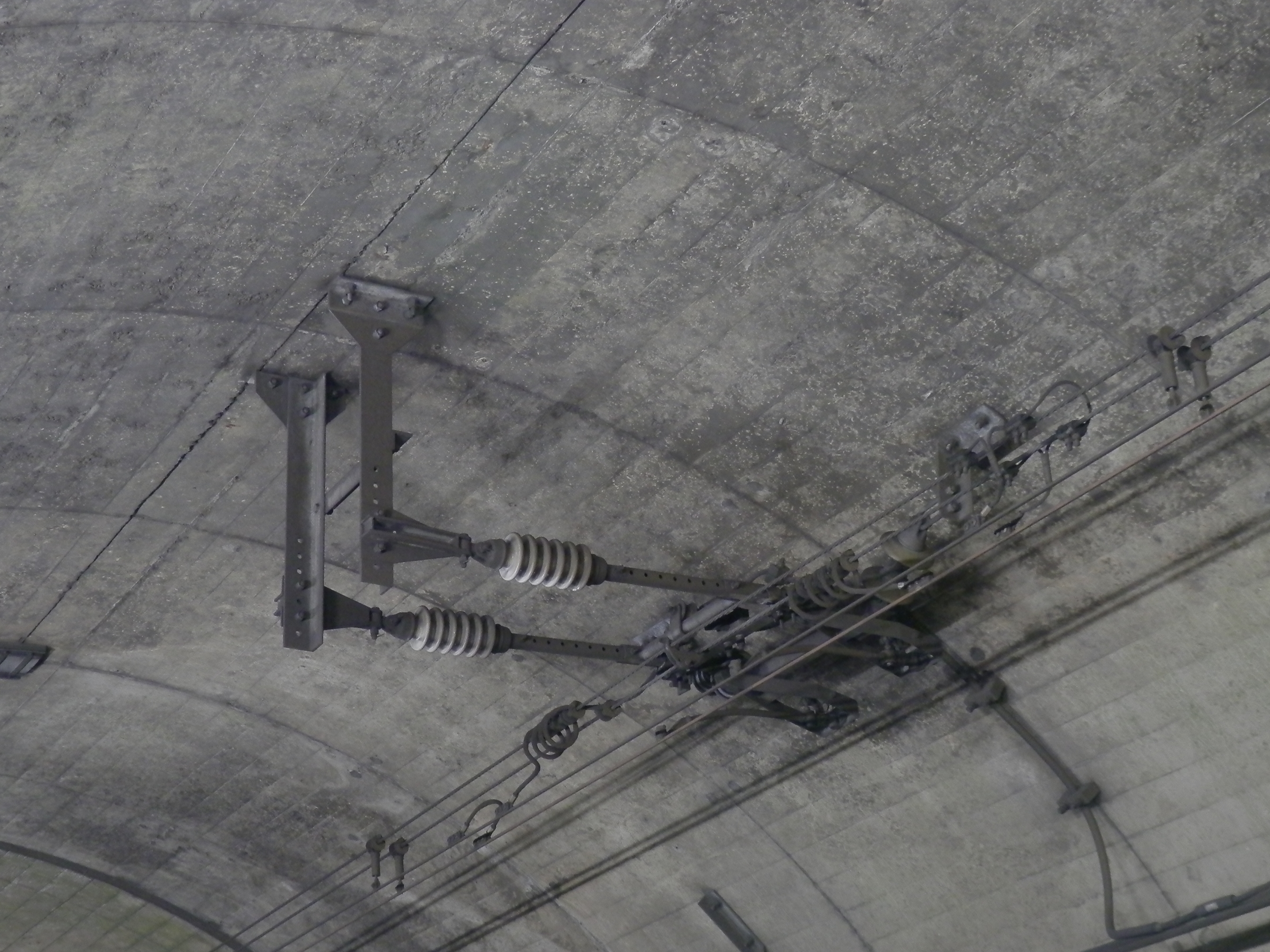
トンネル内の架線吊架の構造。特殊な碍子が使用されている（赤倉トンネル内・美佐島駅）
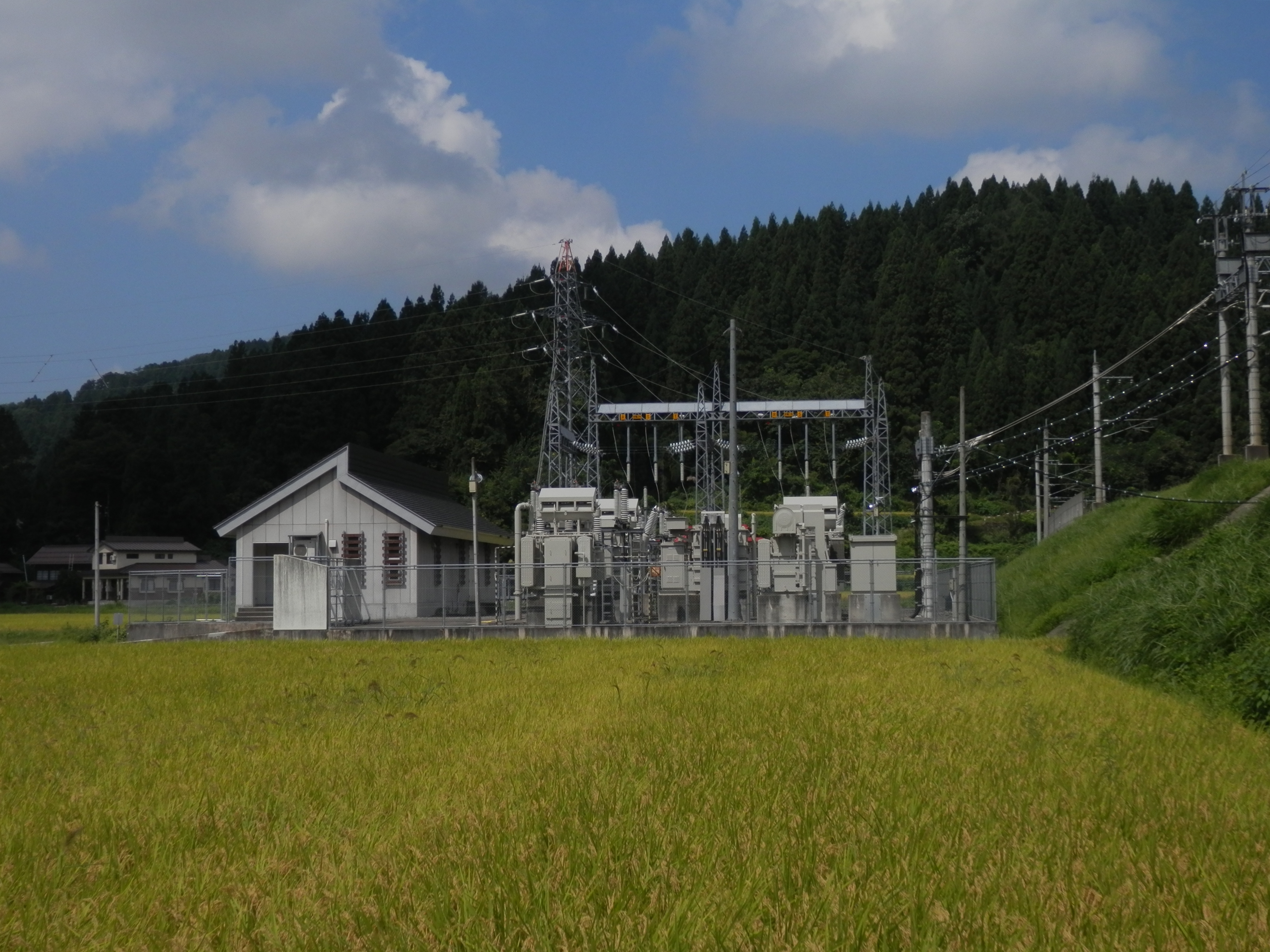
浦川原変電所

### 雪対策
前述の通り、路線長の68パーセントがトンネルであるが、残る地上区間については先述したほかにも数々の雪対策が施されている。これら対策を開業当初から施したことにより、ほくほく線は接続するJRの路線が不通になった時でも運休することはほとんどなく、雪対策で不備をきたしたことも皆無に近い。
消雪溝
車両が排雪した後も線路脇に雪の壁を作らないようにするための装備。六日町駅構内に設けられており、線路脇に溝を作って地下水を流す。なお六日町では地下水汲み上げによる地盤沈下が激しく、地下水の利用には制限があるため、使用後の水は循環使用される。
パネル式融雪装置車両が排雪した後も線路脇に雪の壁を作らないようにするための装備。地下水によって加温した不凍液をパネルの中に循環させるもので、民家や施設が周囲にあって除雪の際に投雪ができない場所に設けられている。六日町駅構内では地下水は循環利用であるが、関越自動車道を跨ぐ場所では取水制限がないため地下水は循環利用していない。
融雪ピット
六日町駅構内の踏切脇に設けられており、レールの間の枕木上にFRP製のトレーを置き、地下水を流すことによって列車に押された線路内の雪の量を減らす。これによって線路から踏切内へ持ち込まれる雪が少なくなる。前述の取水制限があるため、使用後の水は循環使用されている。
スプリンクラー六日町の車両基地構内、十日町駅構内などに設けられている。六日町では地下水を利用するが、前述の取水制限があるため使用後の水は循環使用されているほか、車両基地内も路盤をアスファルト舗装とし、その上にバラストを敷いた強化路盤としている。十日町駅手前の飯山線を跨ぐ部分は赤倉トンネルの湧水を、十日町駅構内では薬師峠トンネルの湧水を利用しており、使用後の水は十日町の市街地道路の融雪に利用された後、信濃川へ放流されている。
熱風ヒーター
地下水脈が全くないため地下水を利用する手段が採れず、水利権の関係で川の水も利用できないまつだい駅構内の分岐器に装備される。ボイラーで摂氏100度まで加温された温風をダクトで分岐器に導くもので、温風噴射口では摂氏40度程度の温風となる。なお、松代地区では道路の融雪も水が利用できず、ロードヒーティングが主体である。
温水ジェット噴射装置
分岐器の可動部分で雪氷が詰まることによって、分岐器の不転換を引き起こすことがある。無人駅がほとんどのほくほく線では、直ちに人力で対応することは難しいため、不転換の分岐器があった場合には温水を噴射して氷雪を溶かす方法を採用した。この装置は運行指令所から遠隔操作され、噴射口からは摂氏25度の温水が60秒間噴射される。この装置は、ほくほく線の本線上にあるすべての分岐器に装備されている。降雪のないトンネル内の信号場にも設置されているのは、通過車両から落下する可能性のある雪や氷を考慮したためである。
除雪機械（モーターカー）
JRから譲受した旧式の排雪用のモーターカー1台のほか、ほくほく線開業時に新造した2台が用意されている。新造したモーターカーは、犀潟寄りに雪を両脇に押し出すラッセルヘッド、六日町寄りに線路脇の雪の壁を崩した上で投雪するロータリーヘッドを装備しているほか、架線に付着している霜や雪を除去するためにパンタグラフを装備している。冬期中は、これらのモーターカーで夜間時に除雪作業を行っている。
このような地上側での雪対策の装備について、定期点検を含めた総経費は年間約1億円である。

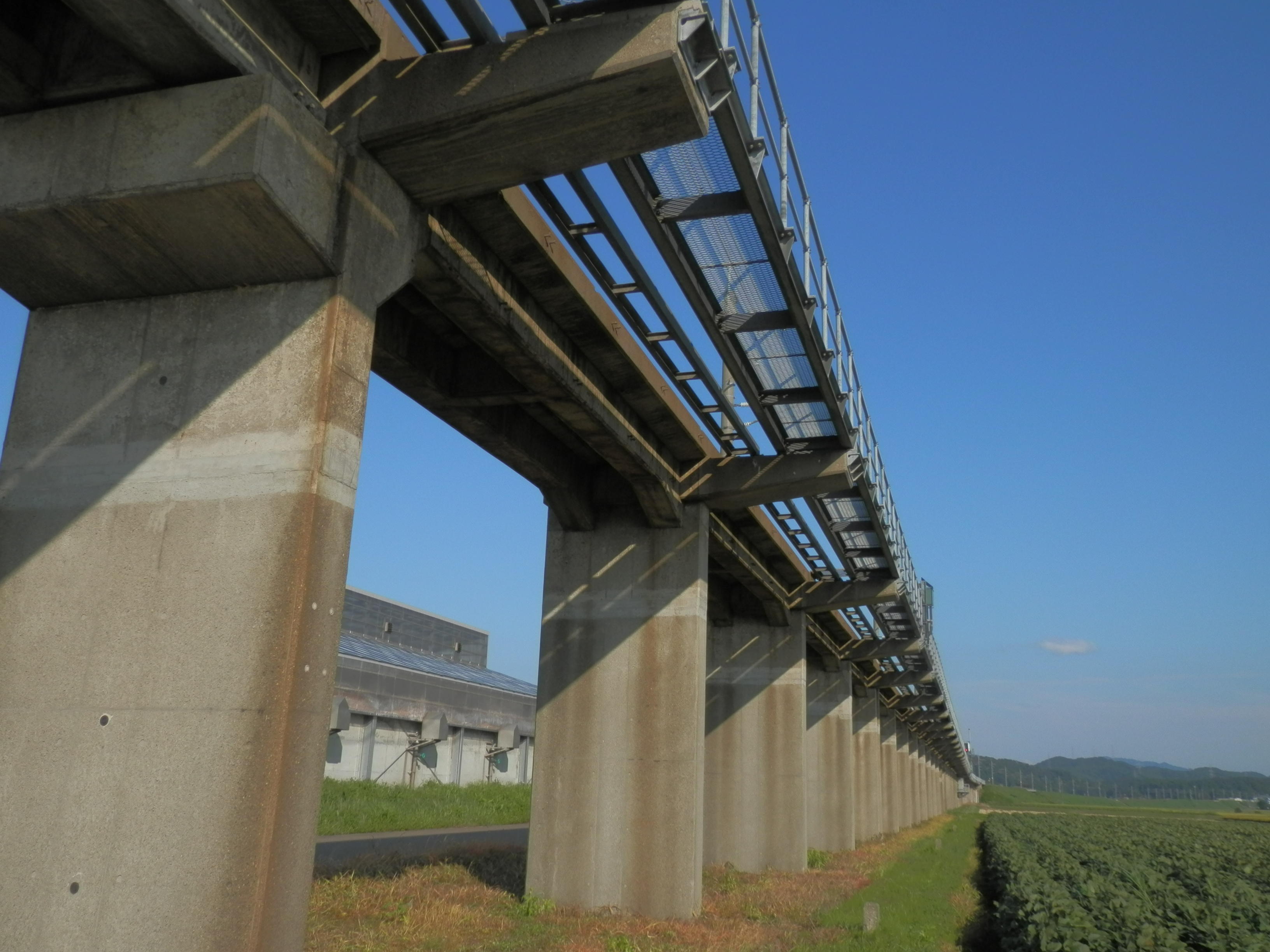
くびき付近の開床式高架橋
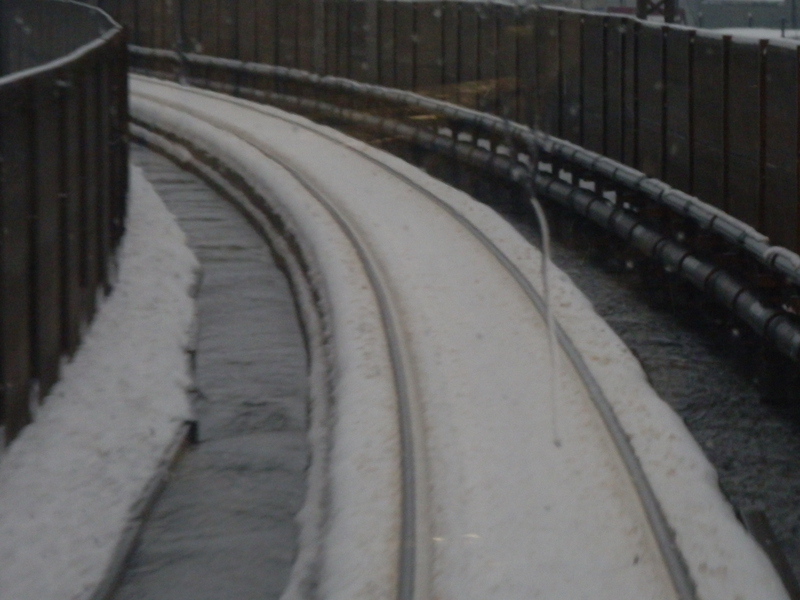
十日町駅付近の高架橋では両脇に湧水を流している
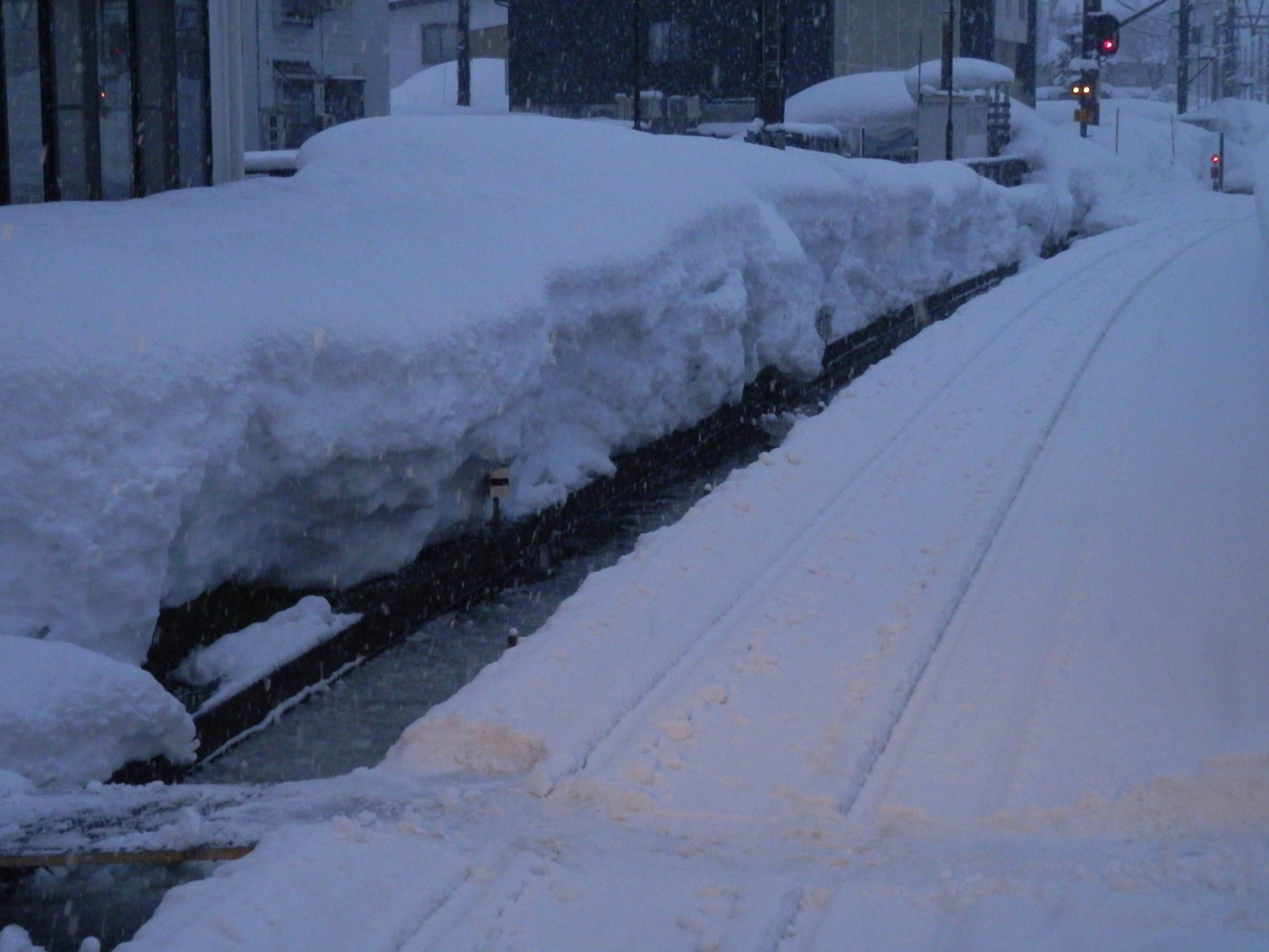
六日町駅構内に設けられた消雪溝
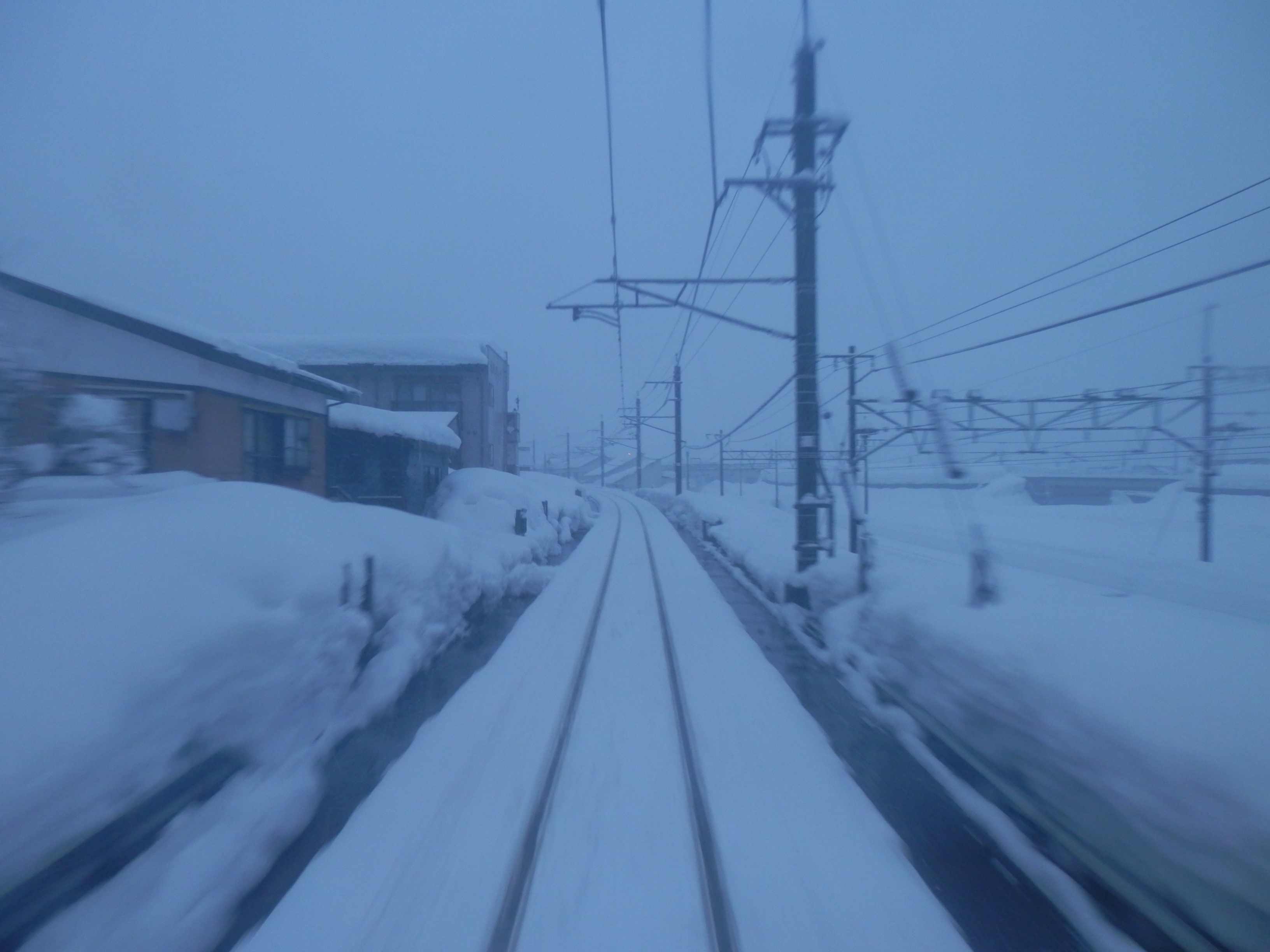
線路の両側にパネル式融雪装置が設置されている区間。線路の両側の部分だけ積雪がない
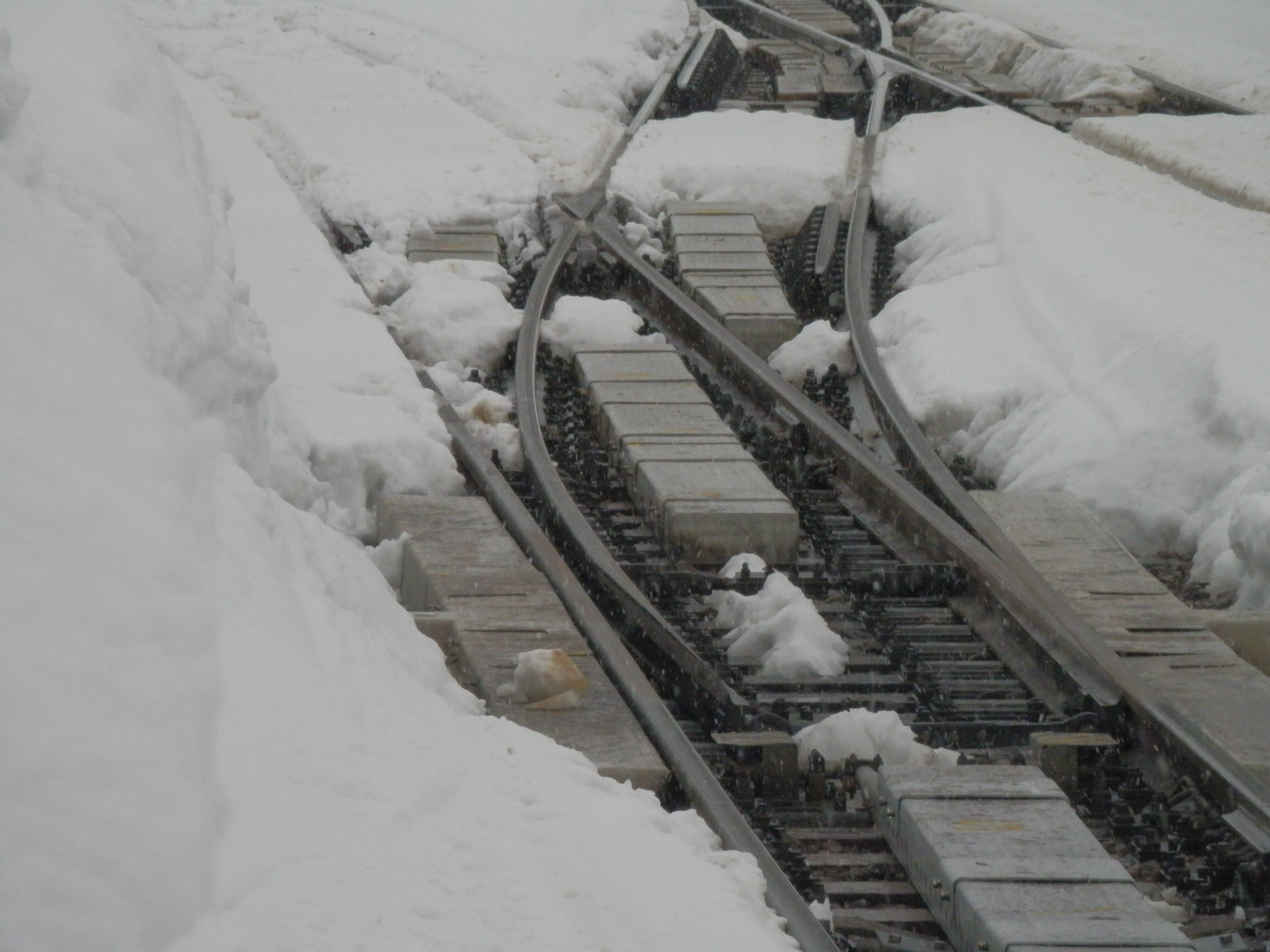
まつだい駅の分岐器に設置される熱風ヒーター。レールの間にある四角い箱のようなものがダクトである
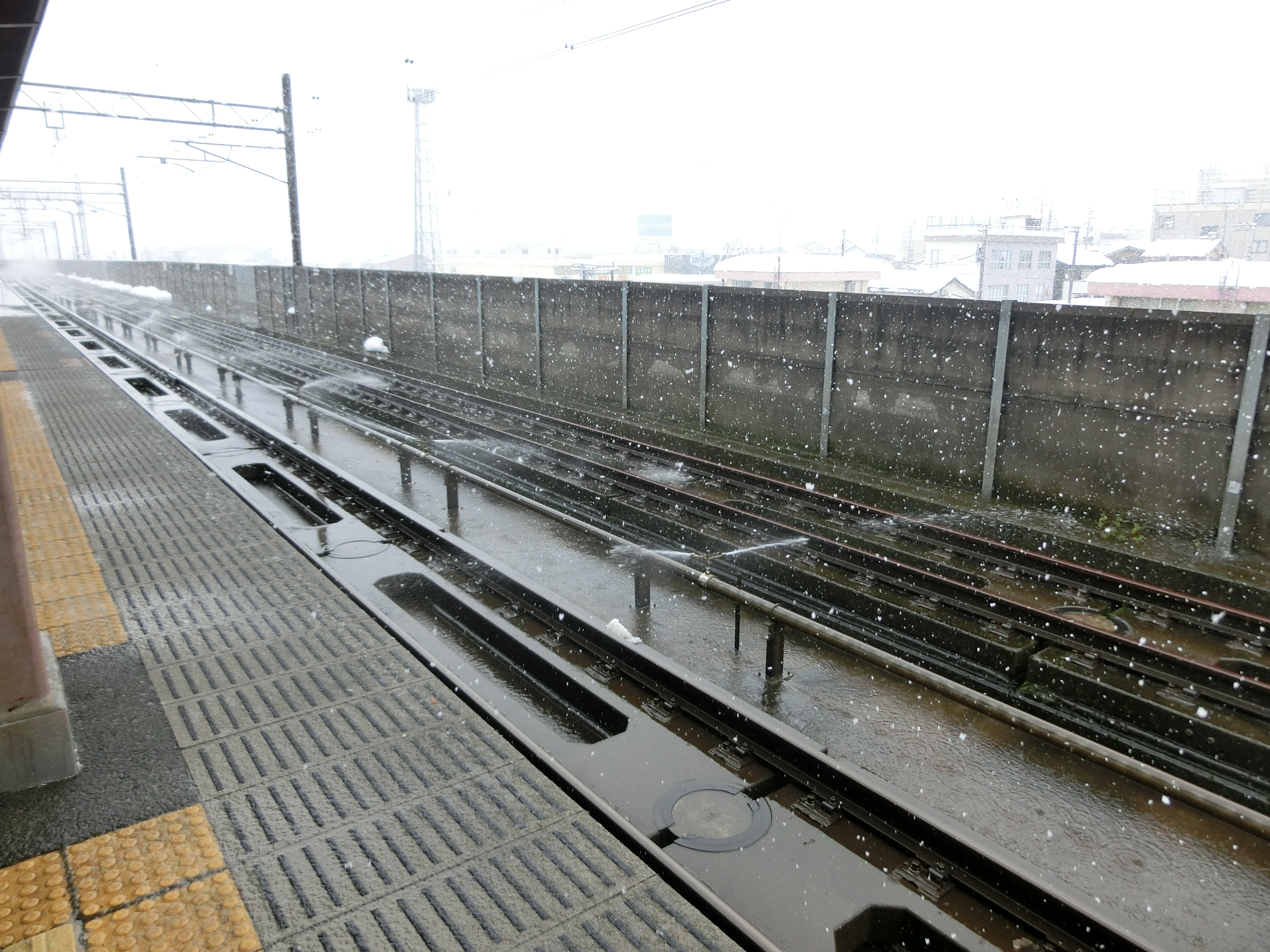
十日町駅に取り付けられた消雪スプリンクラー

地上側の設備に加え、線内列車に使用されるHK100形電車のスノープロウの先端部分は櫛の歯のような形状にしている。これは2本のレールの間の雪が圧雪状態の塊になると脱線事故の原因になりかねないため、この先端部分で雪をほぐし、圧雪状態にならないようにするためである。さらに、前述の運行体制の一環として、大雪であっても列車の運行を行うことによって、線路上への積雪を最小限に抑えている。北越急行では、「最大の除雪手段は、列車を走らせ続けること」としている。

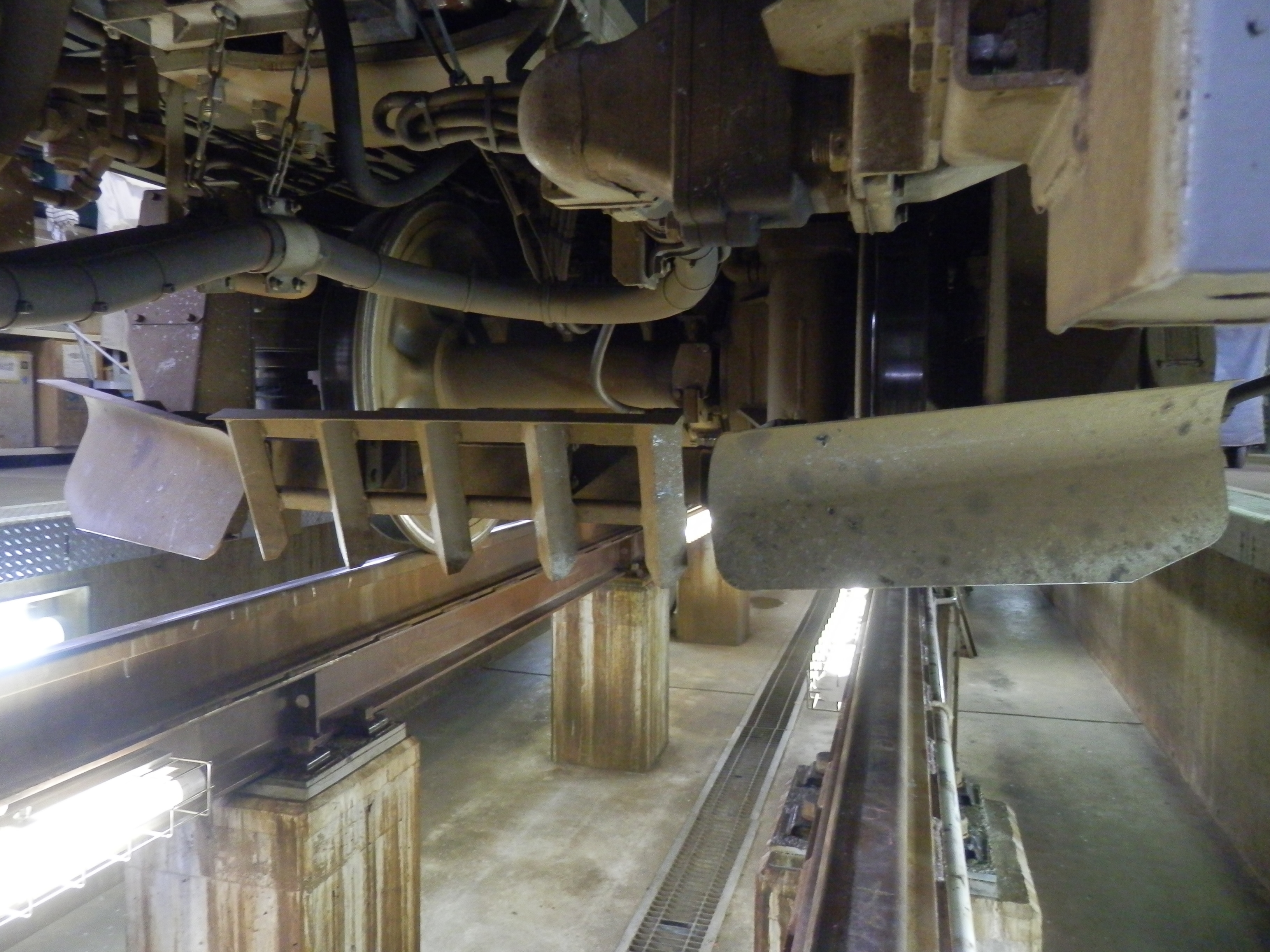
先端部分が櫛の歯のような形状になったHK100形電車のスノープロウ
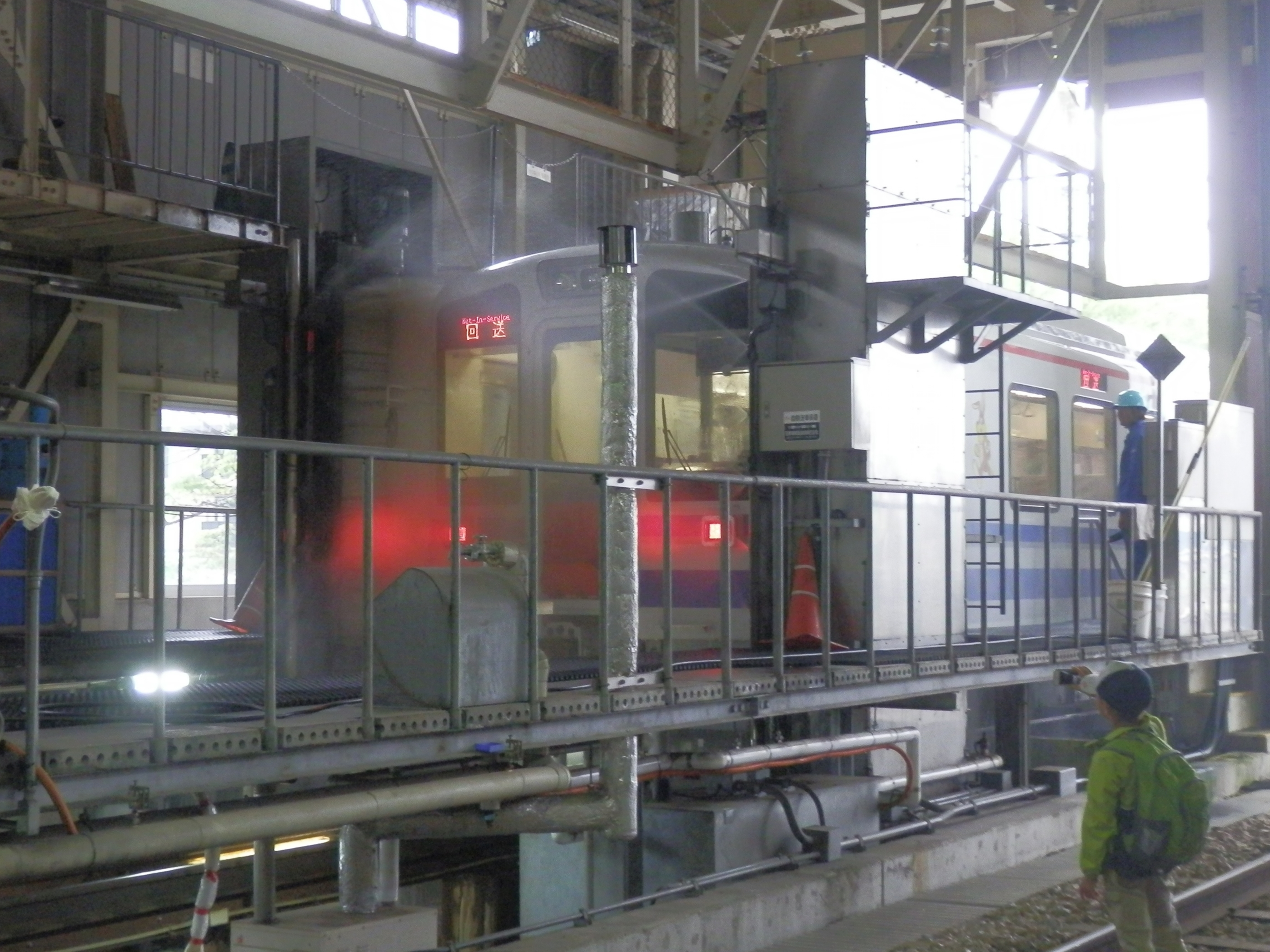
車両洗浄機や洗浄台も収容庫内に設けられた

## 運行形態

ほくほく線の路線図。大半の列車が信越本線の直江津と上越線の越後湯沢に乗り入れる。

開業当初から、越後湯沢駅での上越新幹線との連絡を最優先にしたダイヤ設定が行われている。特急列車が廃止された2015年3月14日以降は普通列車を主体としたダイヤとなり、2023年3月18日のダイヤ改正より線内で通過運転を行う列車が無くなった。また、全ての定期列車がワンマン運転を実施している。
正式な起点は六日町駅であり、六日町駅から犀潟駅へ向かう列車が下り、逆方向を上りとしているが、列車番号は犀潟駅から六日町駅へ向かう列車が通常下り列車を表す奇数、逆方向が通常上り列車を表す偶数となっている。これは、特急「はくたか」がJR西日本主体の列車であったことから、北陸本線に合わせたためであり、「はくたか」廃止後もそのままである。本記事では、以下路線の起点に則って上り・下りを表記する。
駅員が集改札を行っている駅では全てのドアから乗降ができるが、それ以外の駅（無人駅）では1両目の後部のドアより乗車し、1両目の前部のドアより降車する後乗り前降り方式となっている。

### 現在の運行形態
線内各駅に停車する普通列車がおおむね毎時1本運転されている。直江津駅 - 越後湯沢駅間での運転を基本とし、線内途中駅を始発・終着とする列車はないが、朝夕を中心にJRとの境界駅である犀潟駅・六日町駅発着の列車が設定されている。
一部列車は日曜日を中心に後述の「ゆめぞら」の限定運用となっており、トンネル走行時に映像上映が行われている。詳しい運行状況は北越急行の公式サイトで確認することができる。
2015年3月14日のダイヤ改正で特急「はくたか」が全廃されたことに伴い、特急列車優先による待ち合わせが解消されたことから、普通列車の所要時間は1列車あたり10分程度短縮された。

### 過去に運行されていた列車
1997年3月22日のほくほく線開業から北陸新幹線長野駅 - 金沢駅間開業前日の2015年3月13日までは、上越新幹線と接続して北陸方面を結ぶ特急列車と、地域内利用を主眼とした普通列車の2系統を主体とする運行形態が取られていた。
特急が運行されていた頃のほくほく線内を運転する普通列車は、特急列車の待避や交換待ちなどで数駅ごとに長時間停車する列車が多かった。1999年の時点では、通過駅のない普通列車で最も短い所要時間が直江津駅から六日町駅までで49分45秒なのに対して、最長の所要時間を要する列車では六日町駅から直江津駅までに1時間24分かかっていた。

#### 特急「はくたか」
開業時から運行されていた特急列車である。1999年時点では1日10往復運行されており、「はくたか」同士のすれ違いは56回中24回がほくほく線内で行われていた。

#### 快速
開業から2023年3月18日のダイヤ改正までは、一部駅を通過する快速列車が運転されていた。
廃止時点の停車駅
越後湯沢駅 - 六日町駅 - 十日町駅 - まつだい駅 - ほくほく大島駅 - 虫川大杉駅 - うらがわら駅 - くびき駅 - 犀潟駅 -（黒井駅）- 直江津駅
- 黒井駅は一部列車が通過。
- 開業当初の快速は虫川大杉駅を通過していた。

#### 超快速「スノーラビット」

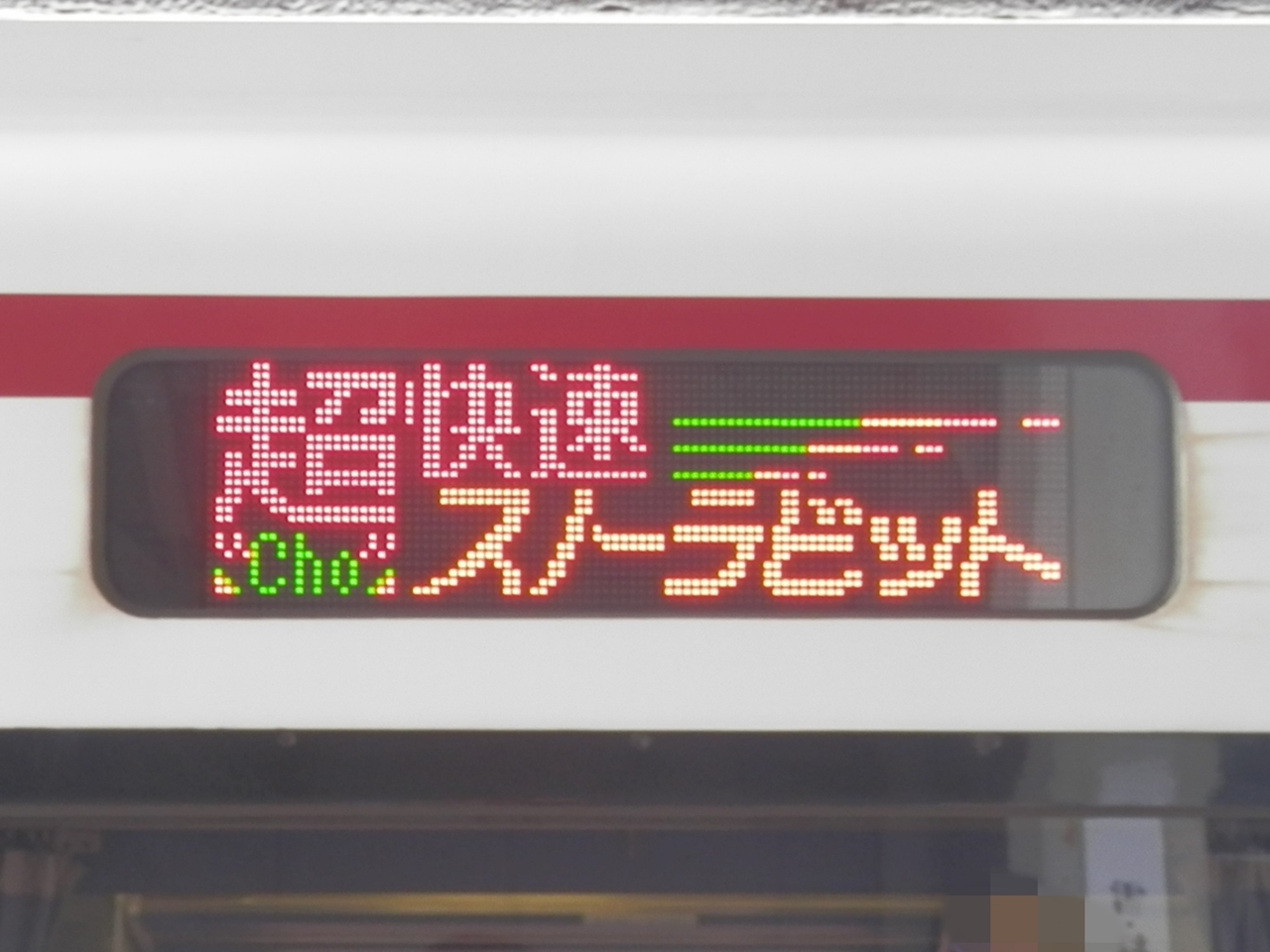
車両側面の列車名表示

2015年3月14日のダイヤ改正で新設され、2023年3月18日のダイヤ改正まで運行された列車である。独自の列車種別である超快速（ちょうかいそく、英語表記「“Cho” Rap.」）は市販の時刻表にも正式に記載されたもので、JR線区間でもこの種別が使用された。また、列車名は公募により決定されたものだった。
2022年3月11日までは上り1本・下り2本が設定されていた。途中十日町駅のみ停車の最速列車は越後湯沢駅から直江津駅までの84.2 kmを57分で走破し、越後湯沢駅 - 直江津駅間での表定速度は88.6 km/h、ほくほく線内に限れば99.2 km/hに達する。これは485系使用の「はくたか」を上回っており、日本国内において乗車券だけで乗れる列車としては2021年時点で表定速度が最も高い列車であった。2022年3月12日改正ダイヤでは越後湯沢駅→直江津駅間を1時間1分で結んでおり、表定速度は82.8 km/hと下がった。
なお運行開始以来、一部の列車は直江津駅から列車番号を変え、無愛称の普通列車としてえちごトキめき鉄道妙高はねうまラインの新井駅発着で運行していた。
廃止時点の停車駅
越後湯沢駅 → 六日町駅 → 十日町駅 → まつだい駅 → 虫川大杉駅 → 直江津駅
- 下り列車のみ運転。
- 普通列車として運行する直江津駅 - 新井駅間は各駅停車。

### 臨時列車

#### 急行列車
1998年 - 1999年シーズンの時点で神戸駅 - 越後湯沢駅間に急行「シュプール野沢・苗場」が運行されていた。

#### 超低速「スノータートル」
2015年11月7日以降運行されている団体専用列車。普通列車でも50分程度で走破する線内を約4時間（第1回の場合、犀潟駅10:44→六日町駅着14:48）かけて走行する。
「ウサギといえばカメだよね」という北越急行社内での冗談から、超快速「スノーラビット」の対極に位置する列車として生まれ、難工事で知られる鍋立山トンネルを10 km/h以下の低速で通過するほか、トンネル内の信号場では列車が通過しない側の乗降用ドアと貫通扉を開け、離合時に発生する10 m/sの風を体験する試みも行われた。
初回運行時は全車指定席の臨時列車（運賃と指定席料金のみで乗車可能）として運行されたが、2016年8月28日の第2回運行以降は北越急行が旅行業登録を行い、食事付きの団体専用列車として運行されている。

### 乗務員について
ほくほく線内の列車に乗務する乗務員は、全列車とも、JR東日本の区間も含めて北越急行の運転士が担当する。ただし2015年3月13日まで運行されていた特急列車では、境界駅の犀潟駅・六日町駅に停車しない関係で（六日町駅は一部の列車が停車）2012年時点では運転士・車掌ともにJR東日本直江津運輸区が担当していた。なお、開業当初から2004年3月ダイヤ改正まではJR西日本の車掌もほくほく線区間を乗務することがあった。

## 運行管理
| 運転指令所 |  | 各駅に設置された列車運転状況表示装置（まつだい駅） |
| 運転指令所 |  | 各駅に設置された列車運転状況表示装置（まつだい駅） |

ほくほく線の運行管理は、六日町駅に隣接した運転指令所により行われている。
開業当初からJR東日本新潟支社の運転指令との連携が行われていたが、当初はJR西日本の区間での遅れ情報がJR東日本を通じて提供されるシステムであったため、ダイヤの乱れが大きい場合には情報の遅れが生じ、ひどいときには越後湯沢行きの列車の遅れ状況が直江津に到着しないと判明しなかったことすらあった。このため、他社線での遅れ状況を把握するためのディスプレイが運転指令所に設置され、JR西日本エリアも含めた運行状況をリアルタイムで把握できるようになった。2012年にPRCの更新が行われた際には、ほくほく線各駅にアニメーションで全線の列車の位置や遅れ状況などを表示する列車運転状況表示装置が設置された。
また、運転通告（運転指令員から運転士に対しての指示）についても、JRなどで行われている運転通告券による方式は無人駅の多いほくほく線では困難であるため、無線伝達をもって運転通告としている。このため、全線にわたって漏洩同軸ケーブル (LCX) が敷設され、列車がほくほく線内のどの位置にいても運転指令所との通信が明瞭に行える。
ほくほく線区間の特急の運転士は前述の通りJRの乗務員が担当していたが、ほくほく線内では一切の指揮系統は北越急行の運転指令によるものとなっていた。一方北越急行の運転士が担当する普通列車のJR東日本区間への乗り入れ先では、JR東日本の指揮下となる。

## 利用状況
ほくほく線の沿線は大きく南魚沼地域（南魚沼市のうち旧六日町）・中魚沼地域（十日町市の旧市域）・東頸地域（十日町市のうち旧松代町）・平野部（上越市のうち旧町村部にあたる大島区・浦川原区・頸城区・大潟区）の4地域に分けられる。それぞれの地域はもともと丘陵地帯によって隔てられていたため、平常時の流動はほくほく線のルートとは平野部以外は一致していない。東頸地域はもともとの交通事情が悪かったため、ほくほく線の開業に伴い利便性が向上したものの、ほくほく線の沿線は最も過疎化と高齢化が進んでいる地域で、マイカー保有率も1.5人に1台の割合で、かつ、2008年の新潟県内公立高校普通科の学区撤廃まで学区も異なっていたため、当初より線内需要や地域を越えた広域流動需要は厳しいと見られていた。
こうした事情もあり、ほくほく線開業と同時に公共交通体系の再構築が行われた。北越急行に出資するバス事業者である頸城自動車は、1996年10月に東頸地区自治体との共同出資による東頸バスの営業を開始し、ほくほく線の開業後は各駅前に乗り入れる路線を設定した。また、同様に北越急行に出資するバス事業者の越後交通は、ほくほく線の列車と競合する越後湯沢 - 十日町の路線バスを減便している。
峠越えとなるために自動車でも1時間程度の所要時間を要していた越後湯沢 - 十日町が、開業により普通列車でも30分台で結ばれるようになるなどの時短効果に加え、前述した雪対策によって安定した輸送を目指したことが評価されたこともあり、現実の線内利用者数も、開業当初に年間65万人程度であったものが2012年には110万人に増加している。ただし、通学定期の利用者数は2012年がピークとなり、翌年には5 %減となっている。
特急が運行していた2011年度（平成23年度）の輸送密度は約7,780人/日であるが、これは旧国鉄路線から転換あるいは日本鉄道建設公団建設中の新線を継承した第三セクター鉄道路線（以下「旧国鉄系列の第三セクター鉄道路線」）としては、愛知環状鉄道線（約9,816人/日）に次いで2番目に高かった。2006年度（平成18年度） - 2010年度（平成22年度）、および2012年度（平成24年度） - 2014年度（平成26年度）は輸送密度が8,000人/日以上を記録していたが、そのような旧国鉄系列の第三セクター鉄道路線も愛知環状鉄道線とこの路線の2路線のみであった。

### 輸送実績
ほくほく線の輸送実績を下表に記す。表中、最大値には「(最大)」の記号を、最大値の前後の最小値にはそれぞれ「(最小)」の記号を付している。鉄道統計年報各年度版及び管内鉄軌道事業者輸送実績（国土交通省北陸信越運輸局）より作成。
| 年度               | 輸送実績（乗車人員）：万人 | 輸送実績（乗車人員）：万人 | 輸送実績（乗車人員）：万人 | 輸送実績（乗車人員）：万人 | 輸送密度 人/日 | 特記事項                                  |
| 年度               | 通勤定期                   | 通学定期                   | 定期外                     | 合計                       | 輸送密度 人/日 | 特記事項                                  |
| ------------------ | -------------------------- | -------------------------- | -------------------------- | -------------------------- | -------------- | ----------------------------------------- |
| 1996年（平成8年）  | 0.1(最小)                  | 0.1(最小)                  | 16.0(最小)                 | 16.2(最小)                 | 252(最小)      | 開業                                      |
| 1997年（平成9年）  | 5.3                        | 16.1                       | 273.4                      | 294.8                      | 6,783          |                                           |
| 1998年（平成10年） | 9.0                        | 24.6                       | 265.4                      | 299.0                      | 6,703          |                                           |
| 1999年（平成11年） | 11.5                       | 34.1                       | 263.9                      | 309.5                      | 6,777          |                                           |
| 2000年（平成12年） | 11.7                       | 38.6                       | 266.1                      | 316.4                      | 6,887          |                                           |
| 2001年（平成13年） | 13.1                       | 38.0                       | 272.7                      | 323.8                      | 7,087          |                                           |
| 2002年（平成14年） | 10.4                       | 39.9                       | 279.5                      | 329.8                      | 7,282          |                                           |
| 2003年（平成15年） | 10.1                       | 39.8                       | 287.2                      | 337.1                      | 7,403          |                                           |
| 2004年（平成16年） | 9.4                        | 37.8                       | 279.0                      | 326.2                      | 7,252          | 新潟県中越地震発生                        |
| 2005年（平成17年） | 10.5                       | 37.2                       | 280.3                      | 328.0                      | 7,299          |                                           |
| 2006年（平成18年） | 10.7                       | 35.9                       | 264.0                      | 310.6                      | 8,081          |                                           |
| 2007年（平成19年） | 11.2                       | 41.2                       | 319.3                      | 371.7                      | 8,391          | 新潟県中越沖地震発生                      |
| 2008年（平成20年） | 11.3                       | 42.2                       | 322.0                      | 375.5                      | 8,600          |                                           |
| 2009年（平成21年） | 11.9                       | 47.0                       | 306.6                      | 365.5                      | 8,323          |                                           |
| 2010年（平成22年） | 11.6                       | 50.0                       | 298.3                      | 359.9                      | 8,029          |                                           |
| 2011年（平成23年） | 12.5                       | 51.6                       | 289.6                      | 353.7                      | 7,780          |                                           |
| 2012年（平成24年） | 12.4                       | 55.4                       | 324.9                      | 392.7                      | 8,622          |                                           |
| 2013年（平成25年） | 13.4                       | 56.3                       | 331.8(最大)                | 401.5(最大)                | 8,769(最大)    |                                           |
| 2014年（平成26年） | 13.7(最大)                 | 48.8                       | 323.0                      | 385.5                      | 8,371          |                                           |
| 2015年（平成27年） | 13.6                       | 50.8                       | 64.3                       | 128.7                      | 1,543          | 北陸新幹線開業以降1年間営業した最初の年度 |
| 2016年（平成28年） | 12.7                       | 53.5                       | 54.5                       | 120.7                      | 1,358          |                                           |
| 2017年（平成29年） | 12.3                       | 56.2                       | 52.8                       | 121.3                      | 1,340          |                                           |
| 2018年（平成30年） | 12.8                       | 57.4(最大)                 | 56.9                       | 127.1                      | 1,395          |                                           |
| 2019年（令和元年） | 12.4                       | 53.9                       | 50.8                       | 117.1                      | 1,293          |                                           |
| 2020年（令和2年）  | 11.2(最小)                 | 43.1(最小)                 | 19.7(最小)                 | 74.0(最小)                 | 722(最小)      |                                           |
| 2021年（令和3年）  | 11.2(最小)                 | 46.0                       | 23.8                       | 81.0                       |                |                                           |
| 2022年（令和4年）  | 11.3                       | 44.4                       | 36.0                       | 91.7                       |                |                                           |

### 収入実績
ほくほく線の収入実績を下表に記す。表中、収入の単位は千円。数値は年度での値。表中、最大値には「(最大)」の記号を、最大値の前後の最小値にはそれぞれ「(最小)」の記号を付している。鉄道統計年報各年度版より作成。
| 年度               | 旅客運賃収入：千円/年度 | 旅客運賃収入：千円/年度 | 旅客運賃収入：千円/年度 | 旅客運賃収入：千円/年度 | 旅客運賃収入：千円/年度 | 運輸雑収 千円/年度 | 総合計 千円/年度 |
| 年度               | 通勤定期                | 通学定期                | 定期外                  | 手小荷物                | 合計                    | 運輸雑収 千円/年度 | 総合計 千円/年度 |
| ------------------ | ----------------------- | ----------------------- | ----------------------- | ----------------------- | ----------------------- | ------------------ | ---------------- |
| 1996年（平成8年）  | 1,260(最小)             | 931(最小)               | 139,197(最小)           | 0                       | 141,388(最小)           | 11,988(最小)       | 153,376(最小)    |
| 1997年（平成9年）  | 11,217                  | 16,856                  | 3,166,071               | 0                       | 3,194,144               | 404,122            | 3,598,266        |
| 1998年（平成10年） | 16,722                  | 26,863                  | 3,084,511               | 0                       | 3,128,096               | 439,348            | 3,567,444        |
| 1999年（平成11年） | 21,953                  | 32,452                  | 3,174,414               | 0                       | 3,228,819               | 522,594            | 3,751,413        |
| 2000年（平成12年） | 23,602                  | 36,450                  | 3,185,860               | 0                       | 3,245,912               | 482,125            | 3,728,037        |
| 2001年（平成13年） | 26,452                  | 37,181                  | 3,214,647               | 0                       | 3,278,280               | 535,995            | 3,814,275        |
| 2002年（平成14年） | 20,967                  | 37,804                  | 3,325,368               | 0                       | 3,384,139               | 564,007            | 3,948,146        |
| 2003年（平成15年） | 21,781                  | 38,222                  | 3,290,207               | 0                       | 3,350,210               | 654,334            | 4,004,544        |
| 2004年（平成16年） | 21,729                  | 37,795                  | 3,167,224               | 0                       | 3,226,748               | 579,652            | 3,806,400        |
| 2005年（平成17年） | 27,586                  | 36,116                  | 3,293,044               | 0                       | 3,356,746               | 771,544            | 4,128,290        |
| 2006年（平成18年） | 26,727                  | 36,310                  | 3,620,989               | 0                       | 3,684,026               | 771,995            | 4,456,021        |
| 2007年（平成19年） | 27,417                  | 40,615                  | 3,740,424               | 0                       | 3,808,456               | 636,064            | 4,444,520        |
| 2008年（平成20年） | 28,266                  | 43,668                  | 3,720,730               | 0                       | 3,792,665               | 622,869            | 4,415,534        |
| 2009年（平成21年） | 30,350                  | 47,537                  | 3,522,932               | 0                       | 3,600,819               | 623,935            | 4,224,304        |
| 2010年（平成22年） | 32,434                  | 51,349                  | 3,465,453               | 0                       | 3,549,236               | 764,295            | 4,313,531        |
| 2011年（平成23年） | 31,134                  | 51,605                  | 3,328,849               | 0                       | 3,411,588               | 854,422            | 4,266,010        |
| 2012年（平成24年） | 31,749                  | 54,651                  | 3,732,007               | 0                       | 3,818,407               | 872,772            | 4,691,179        |
| 2013年（平成25年） | 32,078                  | 51,796                  | 3,870,995(最大)         | 0                       | 3,954,869(最大)         | 946,481(最大)      | 4,901,350(最大)  |
| 2014年（平成26年） | 34,440                  | 48,948                  | 3,793,462               | 0                       | 3,876,850               | 779,942            | 4,656,792        |
| 2015年（平成27年） | 34,807(最大)            | 49,053                  | 326,381                 | 0                       | 410,241                 | 208,194            | 618,435          |
| 2016年（平成28年） | 30,827                  | 52,275                  | 294,161                 | 0                       | 377,263                 | 159,126            | 536,389          |
| 2017年（平成29年） | 30,796                  | 55,408                  | 285,480                 | 1,258                   | 372,942                 | 148,914            | 521,856          |
| 2018年（平成30年） | 34,272                  | 55,905(最大)            | 301,812                 | 1,320(最大)             | 393,309                 | 152,863            | 546,172          |
| 2019年（令和元年） | 31,971                  | 52,567                  | 291,164                 | 1,320(最大)             | 377,023                 | 151,030            | 528,053          |
| 2020年（令和2年）  | 29,675(最小)            | 45,064(最小)            | 99,232(最小)            | 1,144(最小)             | 175,115(最小)           | 146,915(最小)      | 322,030(最小)    |

## 車両

### 現在の使用車両

#### 自社車両
ほくほく線内の普通列車は、特急列車「はくたか」への影響を最小限とするため、ローカル線の普通列車としては高速の部類に入る最高速度110 km/hと、優れた加速性能(3.0 km/h/s)が要求された。
HK100形
線内の普通列車として開業時より運用される車両で、開業時点ではイベント兼用車2両含む9両を製造。1999年に1両、2003年にイベント車2両が増備された。
イベント車4両は「ゆめぞら」と称し、トンネルが多くあまり景色が見られないという路線特徴を逆手に取り、トンネル走行時に車内にて映像が上映される。
2003年に増備された100番台「ゆめぞら」のみ片運転台の2両編成で、それ以外は両運転台の車両である。

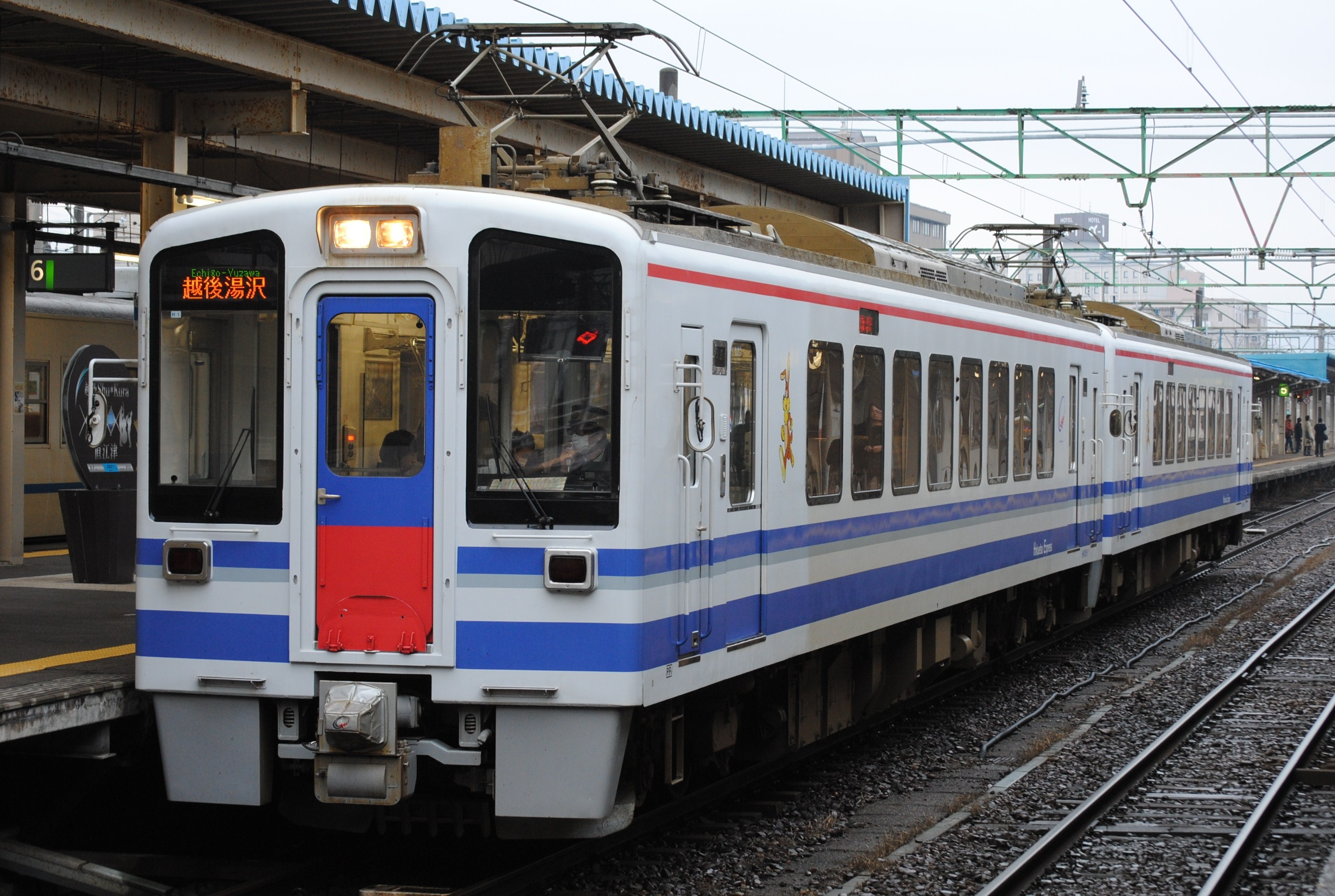
HK100形0番台
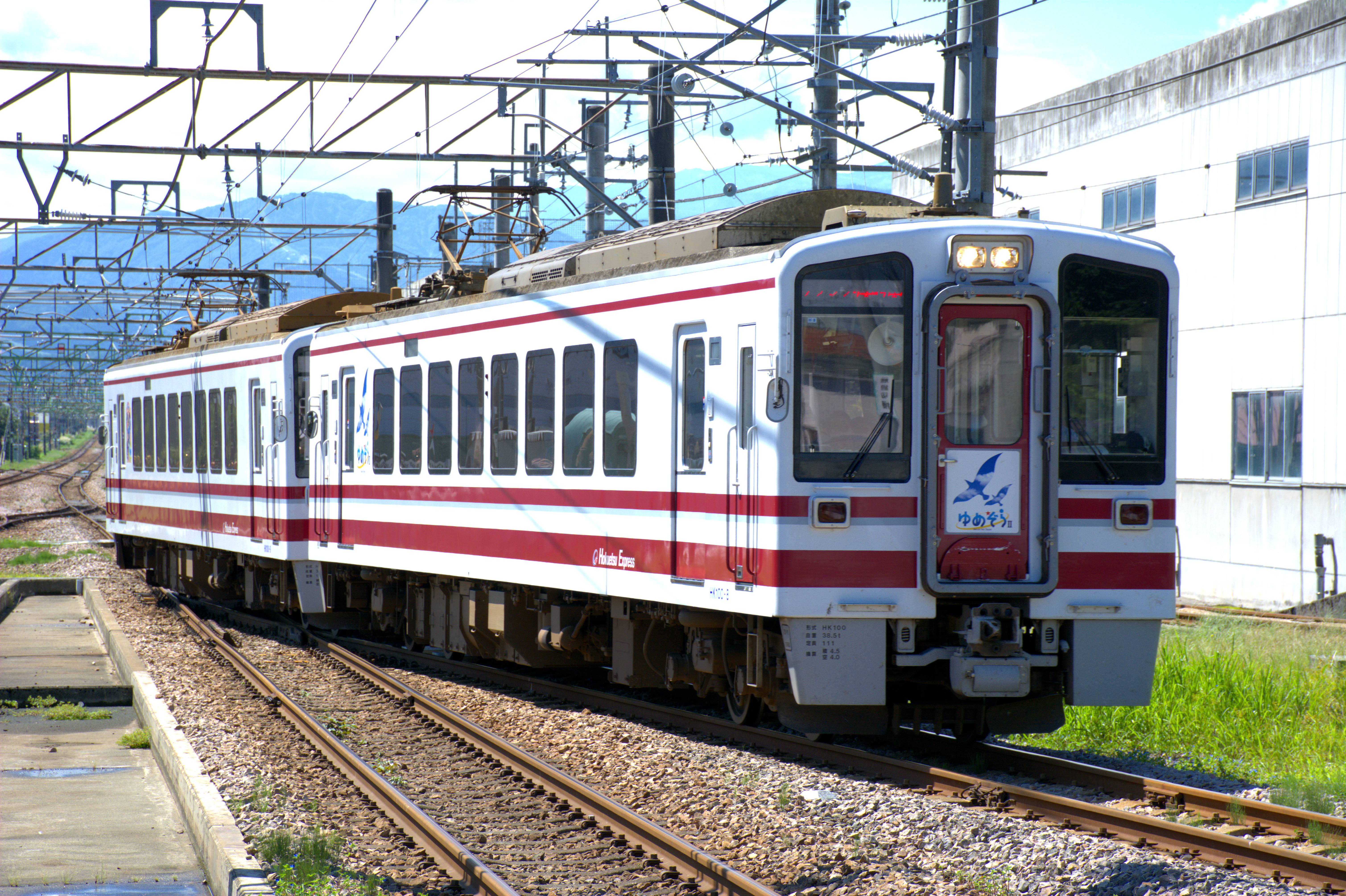
HK100形0番台「ゆめぞらII」
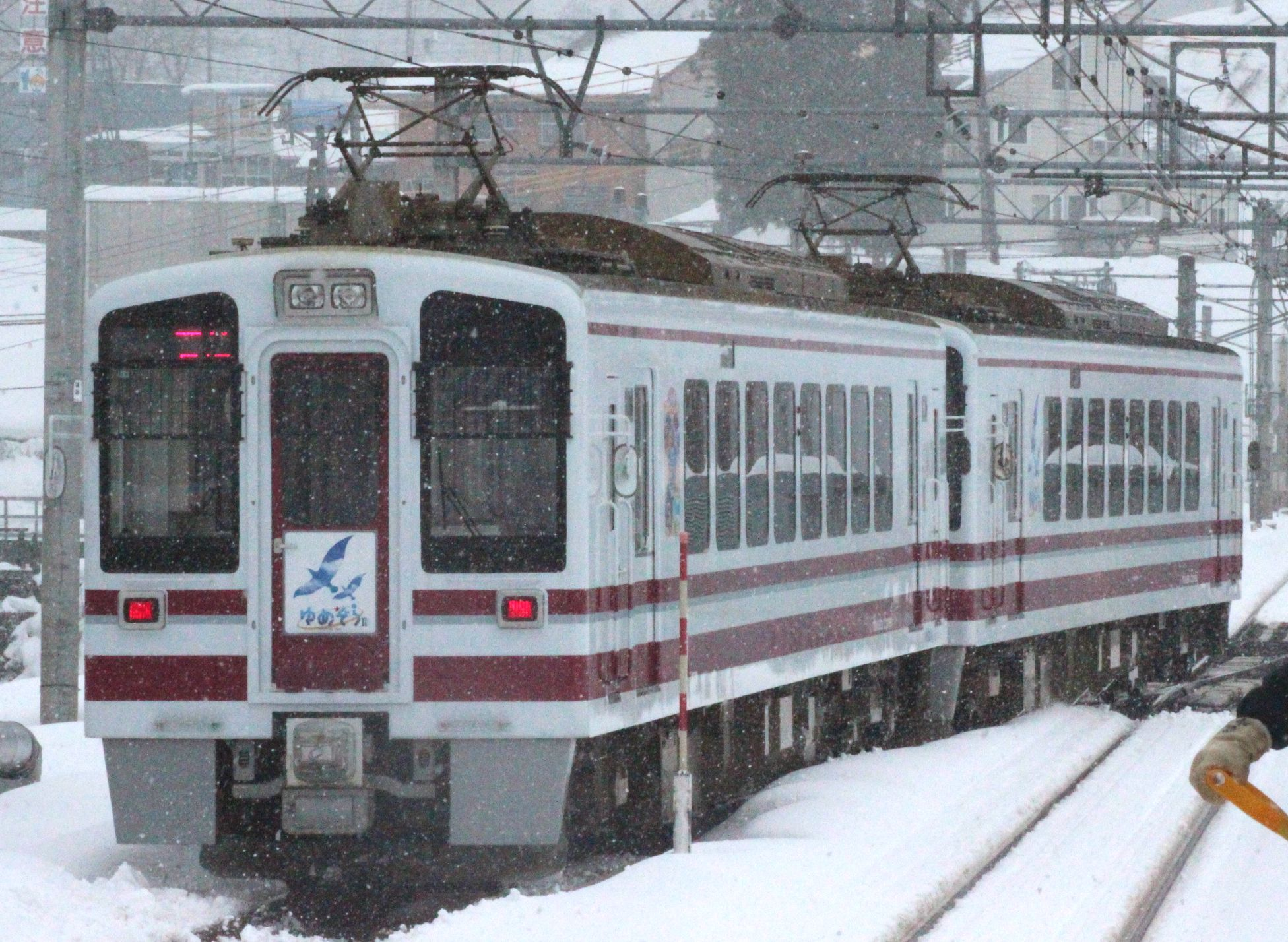
HK100形0番台「ゆめぞらII」
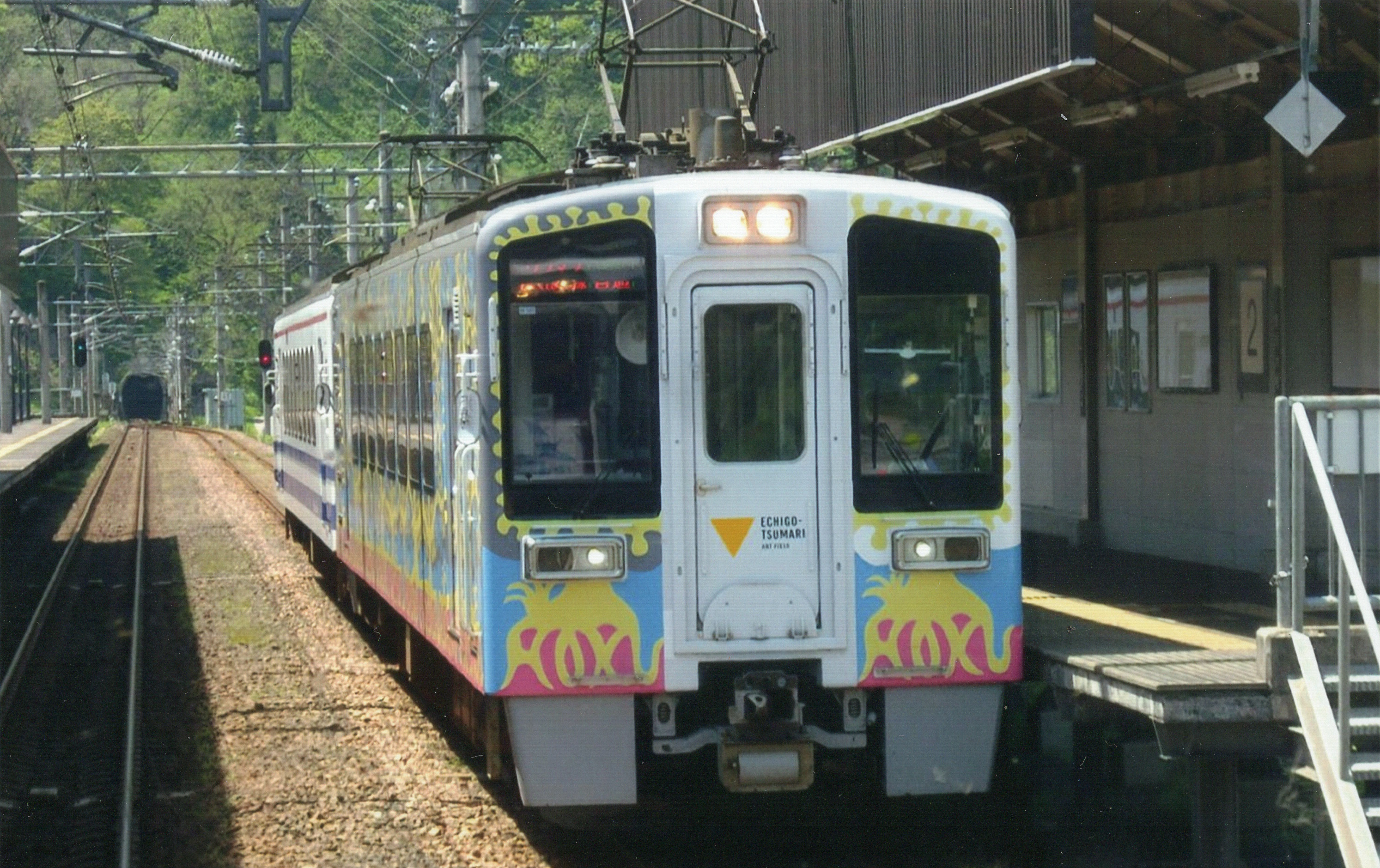
HK100形100番台「大地の芸術祭」編成

### 過去の特急列車の使用車両
2015年3月13日まで運行された特急「はくたか」については、北越急行の保有車両とJR東日本・西日本が保有する車両が使用された。
1997年の開業当初は、特急「はくたか」の経由する各社の営業キロを按分することによって、JR西日本・北越急行・JR東日本が4:2:1の比率で車両を運用しており、JR西日本では681系と485系、北越急行は681系、JR東日本は485系を使用していた。
その後、2002年のダイヤ改正ではJR西日本の485系は681系に置き換えられ、485系を運用するのはJR東日本だけとなった。485系の限定運用は全体の運行効率を引き下げることになっていた上、681系とのサービス格差が乗客からも指摘されるようになったため、北越急行とJR東日本の協議により、JR東日本の485系は北越急行の新造した683系によって置き換えられることになった。

#### 自社車両
いずれも特急「はくたか」で運用された。北越急行保有の特急形車両は、JR西日本の保有する車両と同一形式として製造した。これは、車両選定の段階で160 km/hの高速走行を考慮して設計されていたのがJR西日本の681系しかなかったこと、全くの新形式を製造することは会社の体力的に無理があったことが理由として挙げられている。その一方、他社からの乗り入れのみでなく自社の車両を保有することになったのは、各社間協議で「大規模な相互直通運転を行うには各社が初期の設備投資をするのが絶対条件」とされていたこと、過去に経験のない高速運転を実施するために長期にわたる試験が必要となったが、JR西日本の車両を長期間借用するのは困難であったことが理由として挙げられる。
北越急行所属車については、独自の赤主体の塗装、「スノーラビットエクスプレス」(Snow Rabbit Express)という車両愛称を持ち、車体には「SRE」とユキウサギのロゴマークが施されていた。運用も当初は区別されていたが、2002年3月ダイヤ改正以降はJR車との共通運用となっていた。
2015年3月14日の北陸新幹線開業後は全車両が同日付でJR西日本に譲渡され、主に「しらさぎ」「能登かがり火」「ダイナスター」向けに転用された。塗装も同年6月初めまでに順次「しらさぎ」用の塗装デザインへ変更された。
681系2000番台
JR西日本の681系電車と同一仕様の車両で6両+3両編成を各2編成製造。整備・検査などはすべてJR西日本に委託され、車両自体もJR西日本の金沢総合車両所に常駐とされていた。
北越急行の681系は川崎重工業製であるが、一部車両は委託製造として近畿車輛と新潟鐵工所が製造した。
683系8000番台
JR西日本の683系0番台をベースに、681系と一部仕様を合わせた車両で、2005年にJR東日本担当分の車両を置き換える形で6両+3両編成を各1編成製造。簡易気密構造を有し、電動車のキャリパ式ディスクブレーキ化が行われている点が他の683系との差異である。
北越急行の683系は構体と電装品を川崎重工業で製造し、最終組み立てを新潟トランシスで行った。

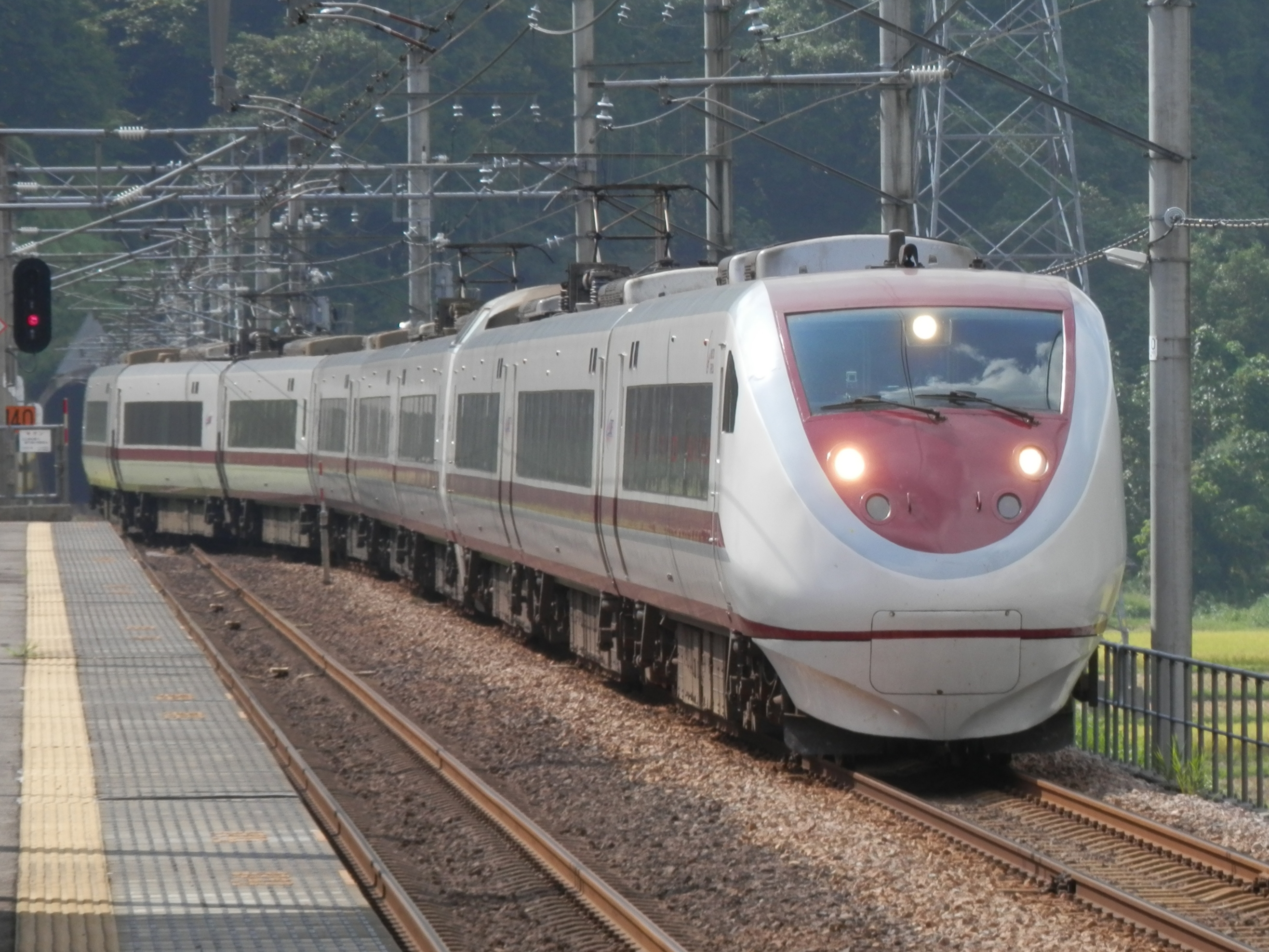
北越急行 681系2000番台
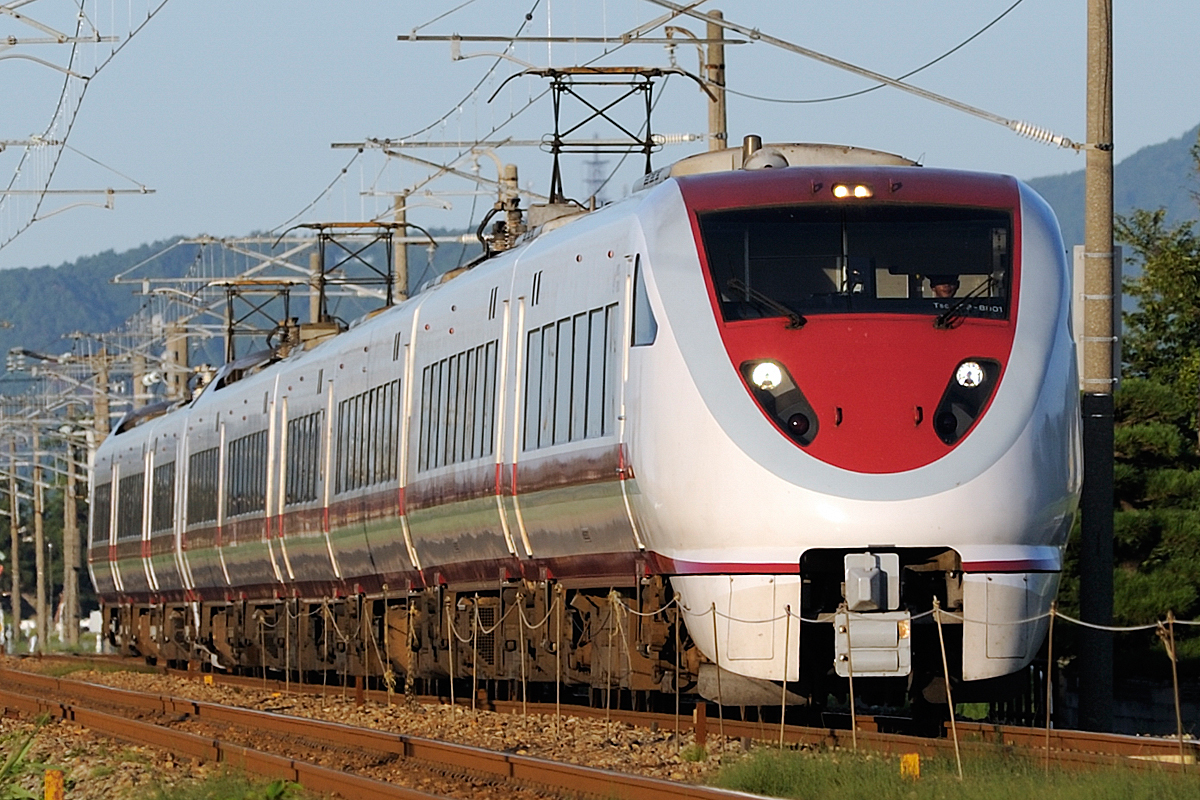
北越急行 683系8000番台

#### JR東日本からの乗り入れ車両
485系3000番台、1500番台
開業時から乗り入れ。2005年のダイヤ改正で北越急行が保有する683系8000番台に置き換えられた。

#### JR西日本からの乗り入れ車両
485系
開業時から乗り入れ。2002年のダイヤ改正でJR西日本の681系に置き換えられた。
489系
臨時便や485系・681系の代走として特急「はくたか」で乗り入れることがあったほか、急行「能登」が新潟県中越地震の影響により臨時にほくほく線経由で運行された際に乗り入れたことがある。
681系0番台
開業時から乗り入れ。車両愛称は「ホワイトウイング」。
先述の通り、開業当初は北越急行車と運用を区別したが、2002年3月のダイヤ改正以降は共通運用となっていた。2015年3月のダイヤ改正に前後して、同年6月初めまでに一部を除き「しらさぎ」用の塗装デザインへ変更・転用された。
683系
特急「サンダーバード」用の4000番台が、ダイヤ乱れなどの際に運用上の都合で681系の運用に入ることがあった。最高速度は130 km/hであったが、新幹線の接続に影響が出るほどの大幅な遅れにはならなかった。

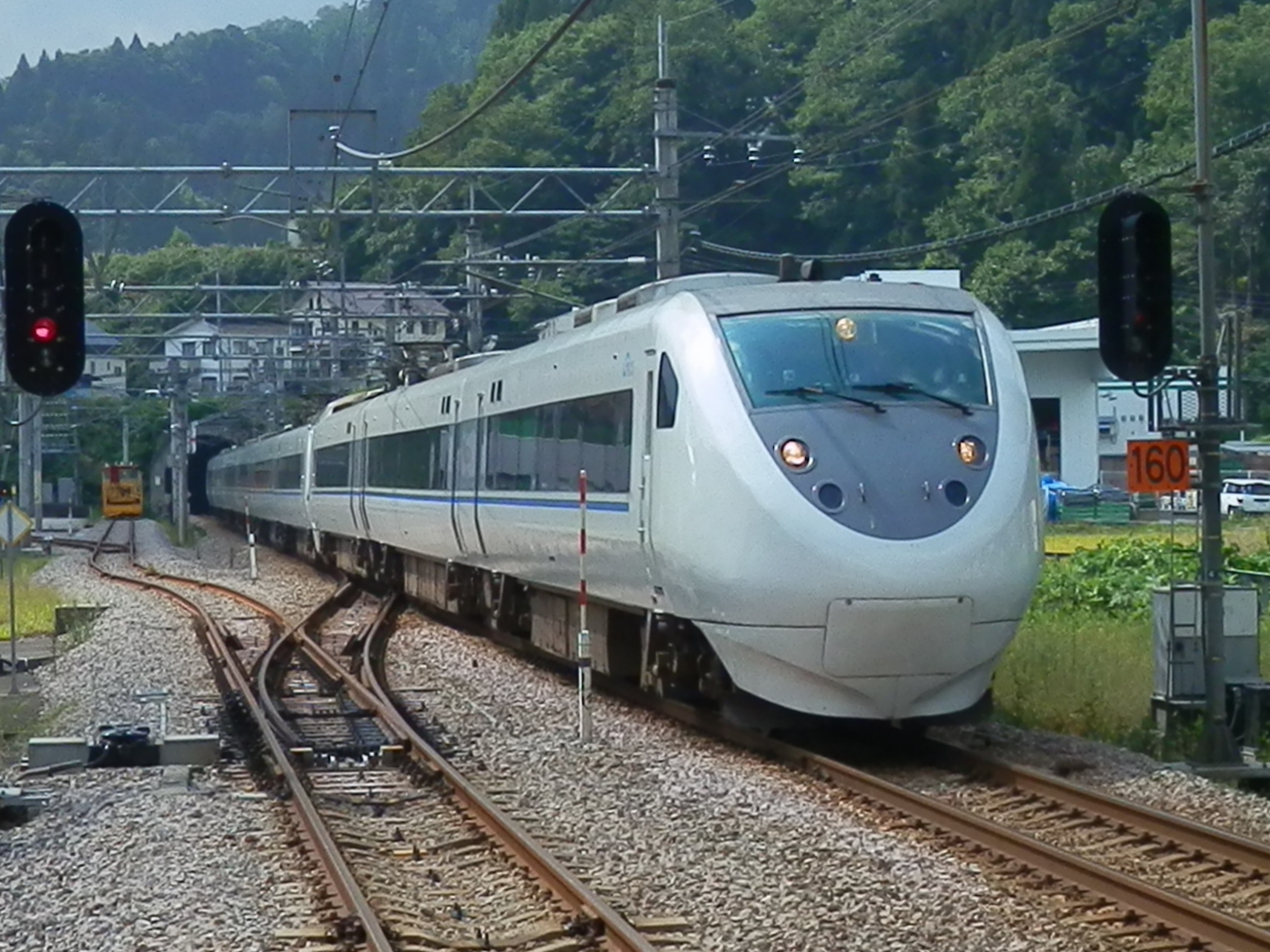
JR西日本 681系0番台
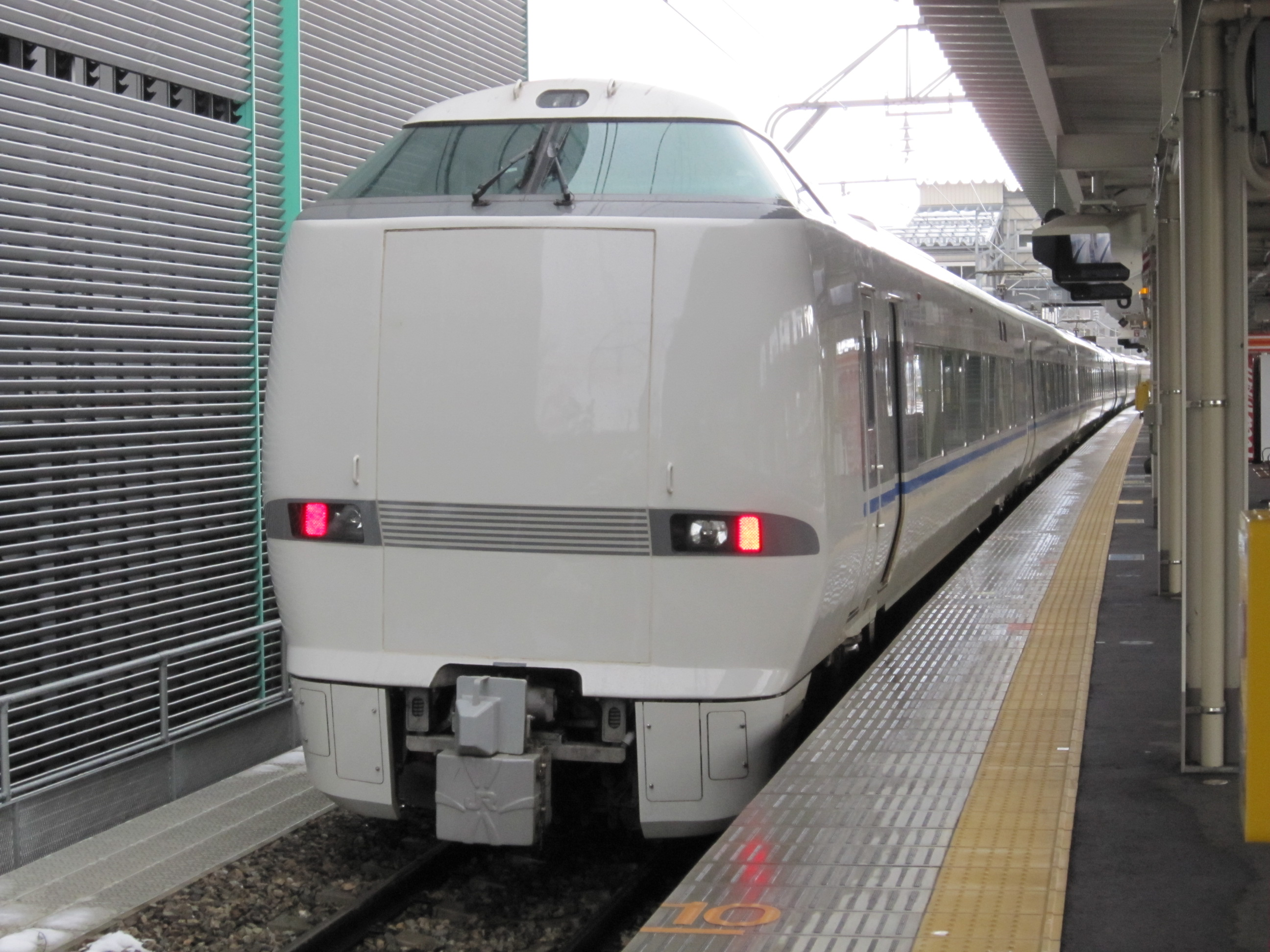
JR西日本 683系4000番台
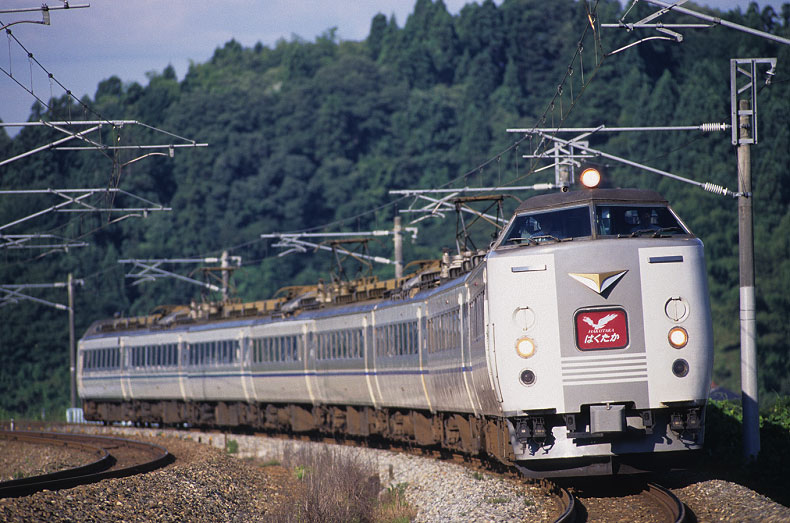
JR西日本 485系
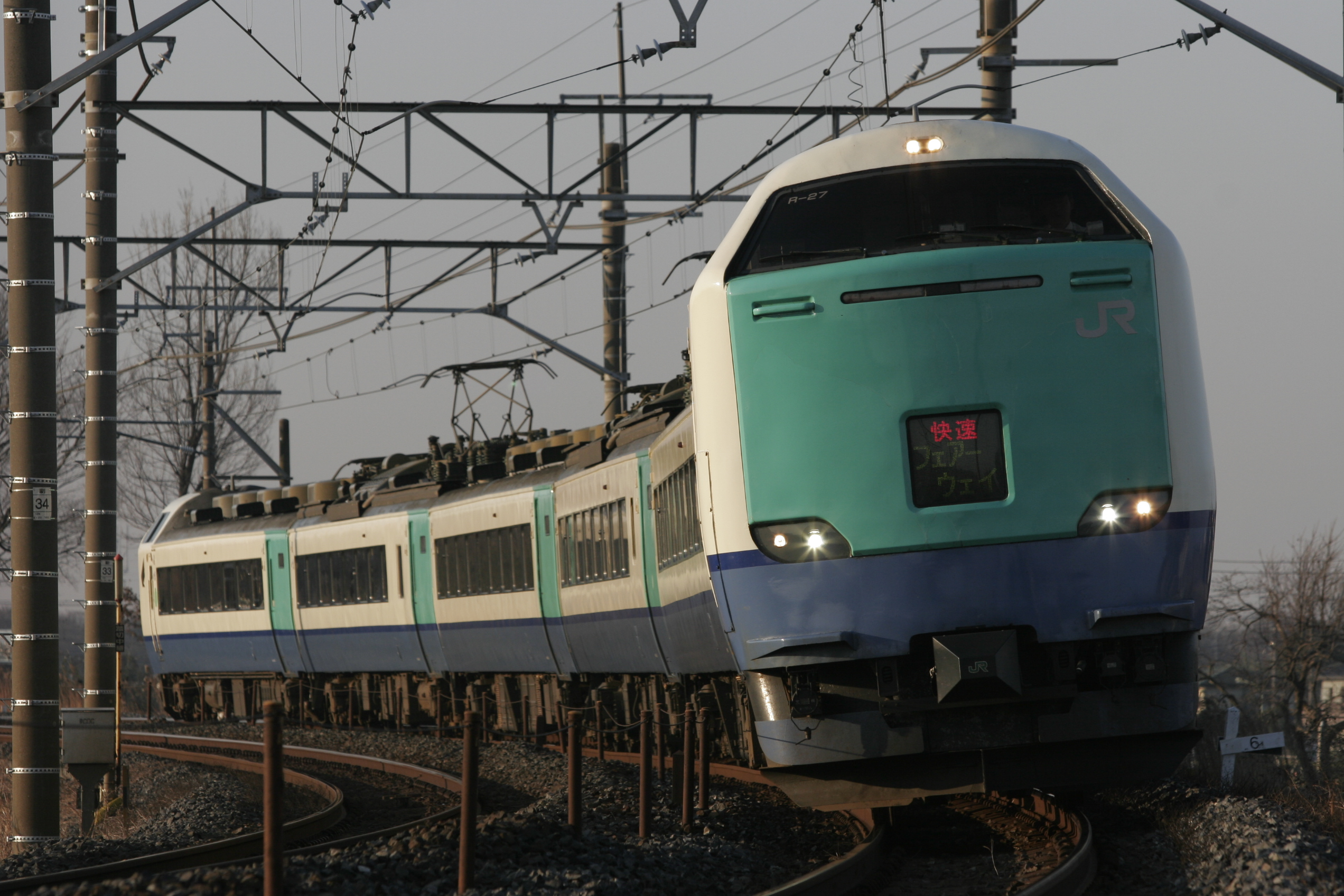
JR東日本 485系
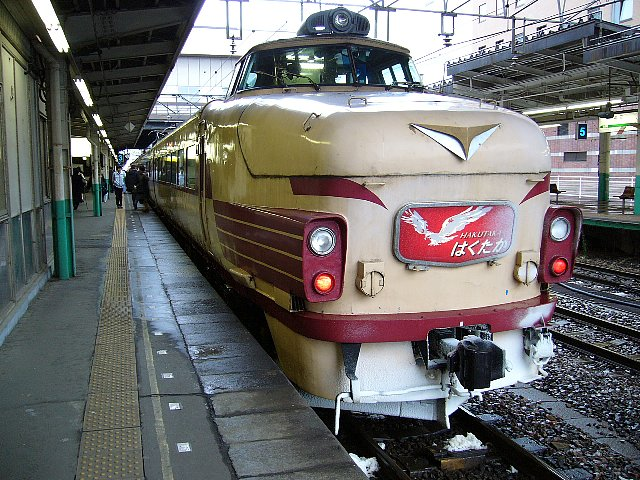
JR西日本 489系

### 臨時列車等
以下、「はくたか」以外で乗り入れ実績のある、あるいは予定されている車両である。

#### JR東日本からの乗り入れ車両
115系
臨時列車として高崎車両センター所属車が乗り入れた実績がある。
E129系
2018年（平成30年）2月16日 - 17日の「第69回十日町雪まつり」開催に伴う臨時列車として乗り入れた。なお営業運転以外では、2017年（平成29年）12月15日に六日町駅 - まつだい駅間で試運転が行われている。
485系300・1000番台
ATS-Pを搭載するT18編成などが臨時列車として乗り入れた。
485系 ジョイフルトレイン
首都圏地区に所属するお座敷列車や新潟車両センター所属のNO.DO.KAが臨時列車として乗り入れた。
E653系1000番台
臨時列車として乗り入れ実績がある。
HB-E300系（「リゾートビューふるさと」）
2013年11月16・17日に臨時列車「ほくほくぐるり一周号」として入線した。
E491系（East i-E）
総合検測車。

#### JR西日本からの乗り入れ車両
583系
冬季に「シュプール号」で乗り入れた。

#### えちごトキめき鉄道からの乗り入れ車両
ET122形基本番台
ほくほく線開業20周年企画の一環として、2017年9月10日に「ほくほくSAKE Lovers号」として基本番台のうち、イベント対応車「3市の花号」（ET122-8）が乗り入れた。なお、運行に備え2017年8月から当路線での訓練運転が数度行われている。
ET122形1000番台（「えちごトキめきリゾート雪月花」）
2018年9月7日に特別運行「大地の芸術祭・里山紀行」として乗り入れた。

## データ

### 路線データ
- 管轄（事業種別）:北越急行（第一種鉄道事業者）
- 路線距離（営業キロ）:59.5 km
- 建設主体：日本鉄道建設公団（現 独立行政法人 鉄道建設・運輸施設整備支援機構）
- 軌間:1,067 mm[137]
- 駅数（起終点を含む）:12
- 最高速度:130 km/h[96]
  - ただし、定期列車は全て最高速度95 km/hで運行している。
  - 2015年3月13日までは国土交通省運輸局への申請最高速度は160 km/h（当時京成成田空港線の印旛日本医大駅から空港第2ビル駅手前までの区間と共に営業在来線日本国内最速）、但し、薬師峠信号場 - まつだい間、虫川大杉 - くびき間は140 km/h[228]。
- 複線区間:なし（全線単線）
- 電化区間:全線（直流1,500 V）[137]
- 最小曲線半径:400 m[137]
- 最急勾配:33 パーミル[137]
- 設計活荷重:KS-16（国鉄時代に完成した区間）、KS-12（第三セクター化後に完成した区間）
- 最長トンネル:赤倉トンネル（10,472 m、魚沼丘陵 - しんざ間。トンネル内に赤倉信号場と美佐島駅があり、開業当時は地下鉄・JR線以外では日本最長の鉄道トンネルだった[147]）
- 閉塞方式:単線自動閉塞式[137]
- 保安装置:ATS-P[137]
- 運転指令所:六日町指令所[137]

### 駅一覧
- 便宜上、ほくほく線の列車が直通するJR上越線越後湯沢駅 - 六日町駅間、信越本線犀潟駅 - 直江津駅間も併せて記載する。停車駅については、ほくほく線直通列車についてのみ述べ、上越線は停車駅のみ記載する（一部でも通年停車する駅に限る。全駅については路線記事を参照）。
- 累計営業キロは六日町駅起算。
- 定期列車は全列車普通列車。下表の全ての旅客駅に停車するが、一部列車は▽の駅を通過する。
- 全線新潟県内に所在。
- 線路（ほくほく線内は単線） … ||：複線区間、∨：ここより下は単線、◇：列車交換可能、｜：列車交換不可、＊：交換設備休止中、∧：ここより下は複線

| 会社           | 路線名     | 駅名             | 営業キロ | 営業キロ | 接続路線                                                        | 線路 | 所在地          |
| 会社           | 路線名     | 駅名             | 駅間     | 累計     | 接続路線                                                        | 線路 | 所在地          |
| -------------- | ---------- | ---------------- | -------- | -------- | --------------------------------------------------------------- | ---- | --------------- |
| 東日本旅客鉄道 | 上越線     | 越後湯沢駅       | -        | 17.6     | 東日本旅客鉄道： 上越新幹線・上越線（水上方面・ガーラ湯沢支線） | \|\| | 南魚沼郡 湯沢町 |
| 東日本旅客鉄道 | 上越線     | 塩沢駅▽          | 13.7     | 3.9      |                                                                 | \|\| | 南魚沼市        |
| 東日本旅客鉄道 | 上越線     | 六日町駅         | 3.9      | 0.0      | 東日本旅客鉄道：上越線（浦佐方面）                              | ∨    | 南魚沼市        |
| 北越急行       | ほくほく線 | 六日町駅         | 3.9      | 0.0      | 東日本旅客鉄道：上越線（浦佐方面）                              | ∨    | 南魚沼市        |
| 北越急行       | ほくほく線 | 魚沼丘陵駅       | 3.6      | 3.6      |                                                                 | ｜   | 南魚沼市        |
| 北越急行       | ほくほく線 | 赤倉信号場       | -        | 8.5      |                                                                 | ＊   | 十日町市        |
| 北越急行       | ほくほく線 | 美佐島駅         | 8.6      | 12.2     |                                                                 | ｜   | 十日町市        |
| 北越急行       | ほくほく線 | しんざ駅         | 2.2      | 14.4     |                                                                 | ｜   | 十日町市        |
| 北越急行       | ほくほく線 | 十日町駅         | 1.5      | 15.9     | 東日本旅客鉄道：飯山線                                          | ◇    | 十日町市        |
| 北越急行       | ほくほく線 | 薬師峠信号場     | -        | 23.8     |                                                                 | ＊   | 十日町市        |
| 北越急行       | ほくほく線 | まつだい駅       | 13.3     | 29.2     |                                                                 | ◇    | 十日町市        |
| 北越急行       | ほくほく線 | 儀明信号場       | -        | 34.1     |                                                                 | ◇    | 十日町市        |
| 北越急行       | ほくほく線 | ほくほく大島駅   | 9.4      | 38.6     |                                                                 | ｜   | 上越市          |
| 北越急行       | ほくほく線 | 虫川大杉駅       | 6.2      | 44.8     |                                                                 | ◇    | 上越市          |
| 北越急行       | ほくほく線 | うらがわら駅     | 2.0      | 46.8     |                                                                 | ｜   | 上越市          |
| 北越急行       | ほくほく線 | 大池いこいの森駅 | 4.9      | 51.7     |                                                                 | ｜   | 上越市          |
| 北越急行       | ほくほく線 | くびき駅         | 1.9      | 53.6     |                                                                 | ◇    | 上越市          |
| 北越急行       | ほくほく線 | 犀潟駅           | 5.9      | 59.5     | 東日本旅客鉄道：信越本線（柏崎方面）                            | ∧    | 上越市          |
| 東日本旅客鉄道 | 信越本線   | 犀潟駅           | 5.9      | 59.5     | 東日本旅客鉄道：信越本線（柏崎方面）                            | ∧    | 上越市          |
| 東日本旅客鉄道 | 信越本線   | 黒井駅▽          | 4.4      | 63.9     |                                                                 | \|\| | 上越市          |
| 東日本旅客鉄道 | 信越本線   | 直江津駅         | 2.7      | 66.6     | えちごトキめき鉄道：妙高はねうまライン・日本海ひすいライン      | \|\| | 上越市          |